# Blitz

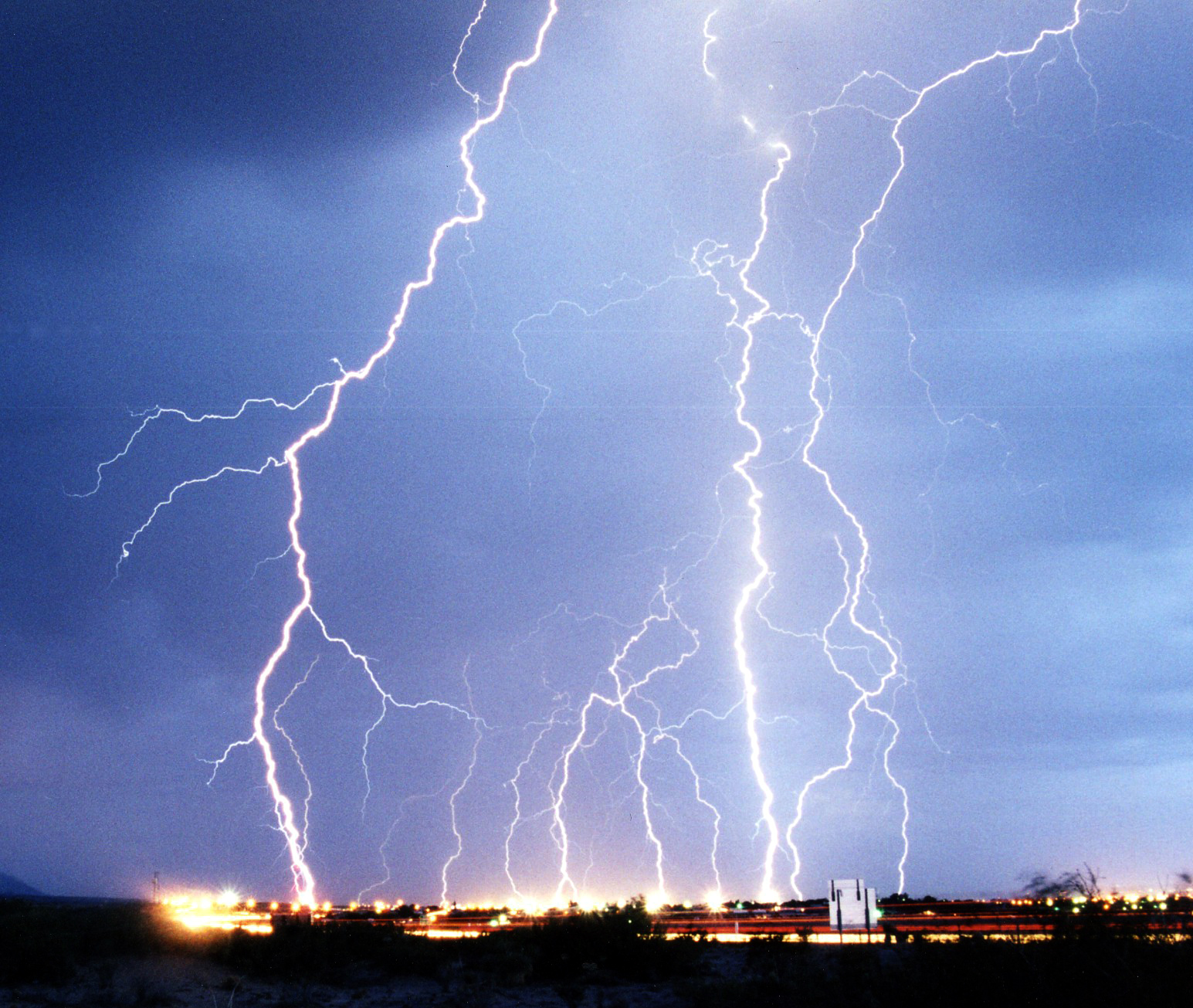
Blitze zwischen Wolken und Erdboden

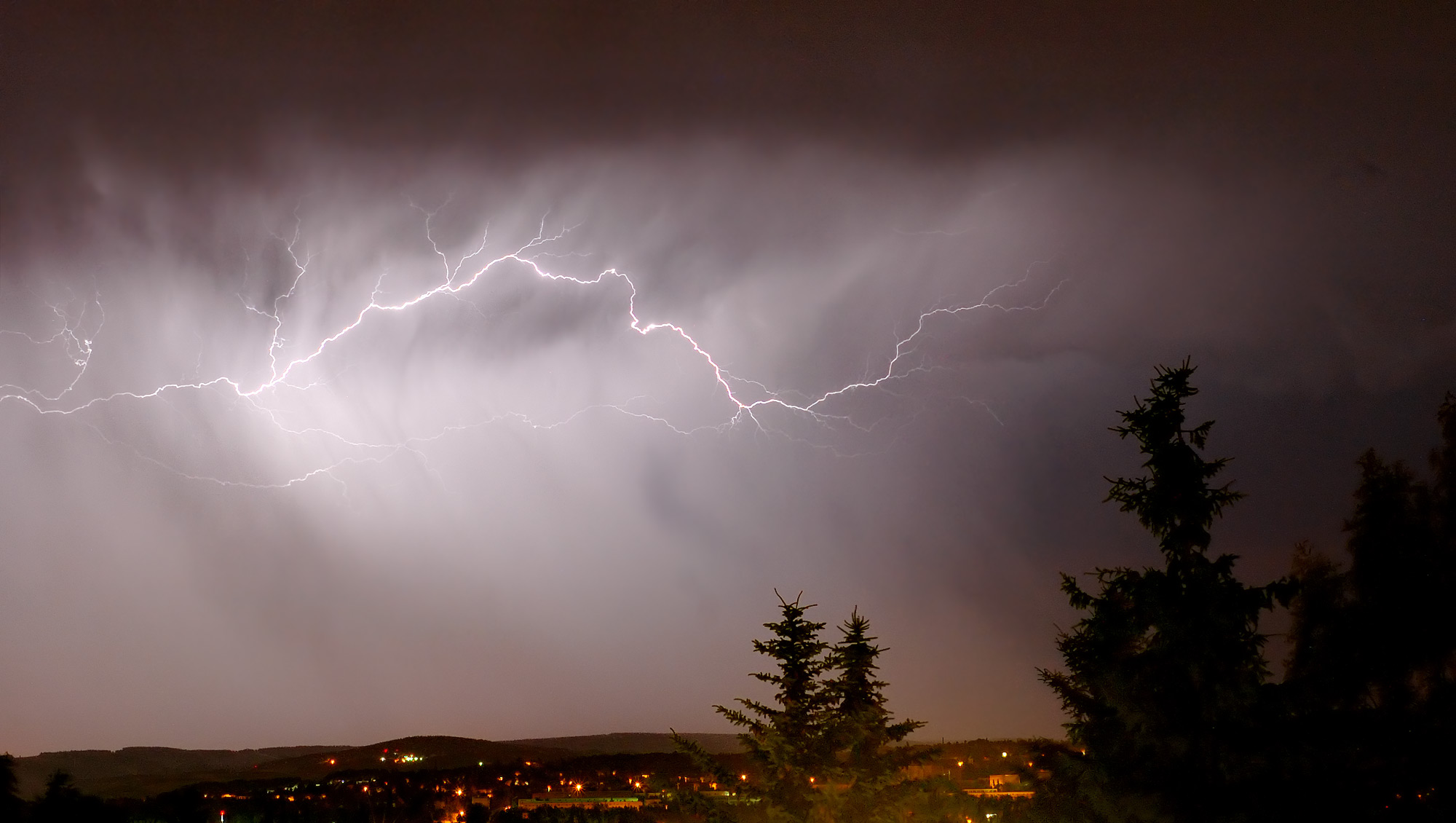
Blitze innerhalb der Wolken

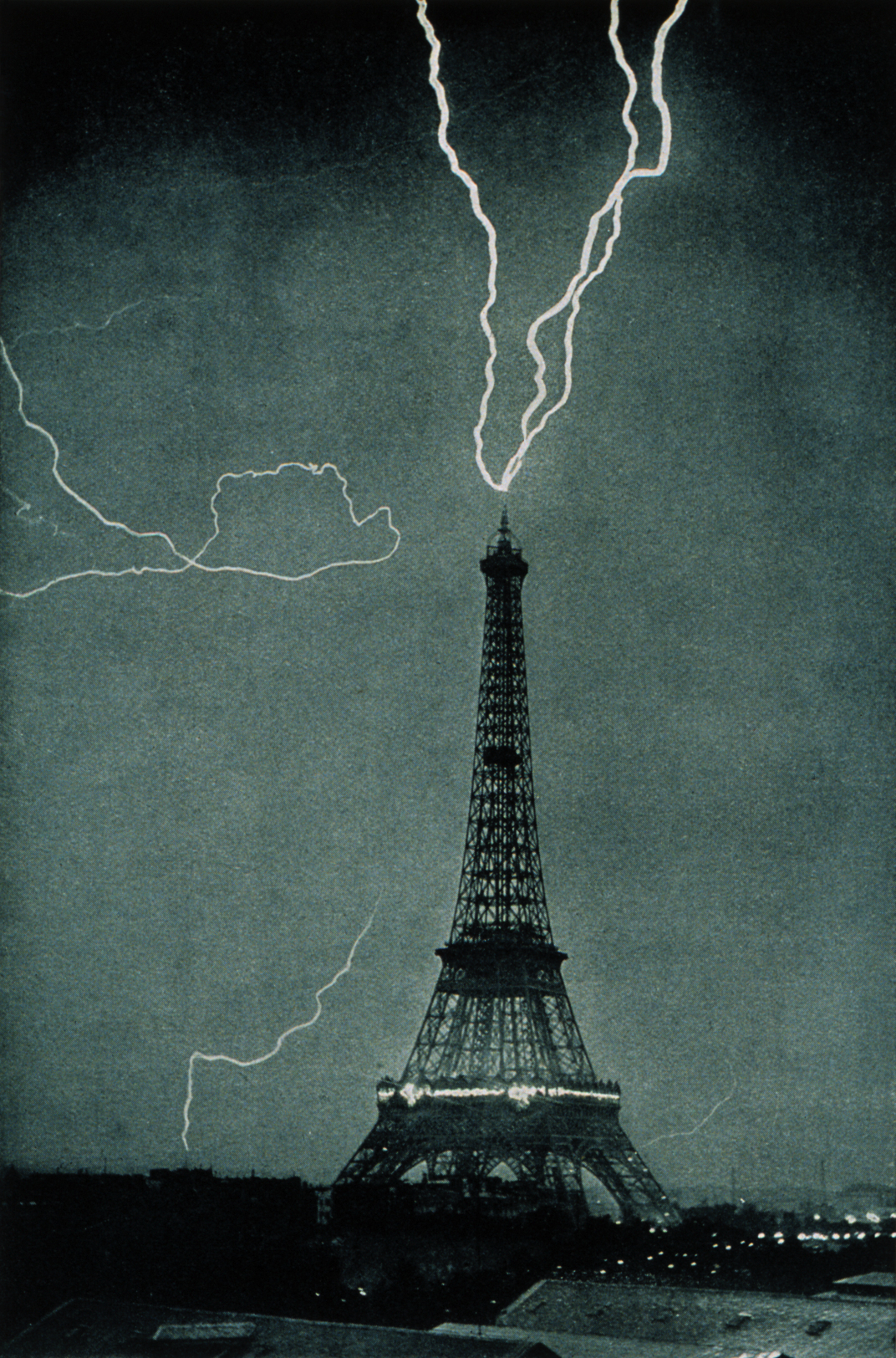
Blitzeinschlag in den Eiffelturm, 3. Juni 1902, um 21:20 Uhr. Dies ist eine der frühesten Fotografien eines Blitzeinschlages in einer Stadtumgebung.

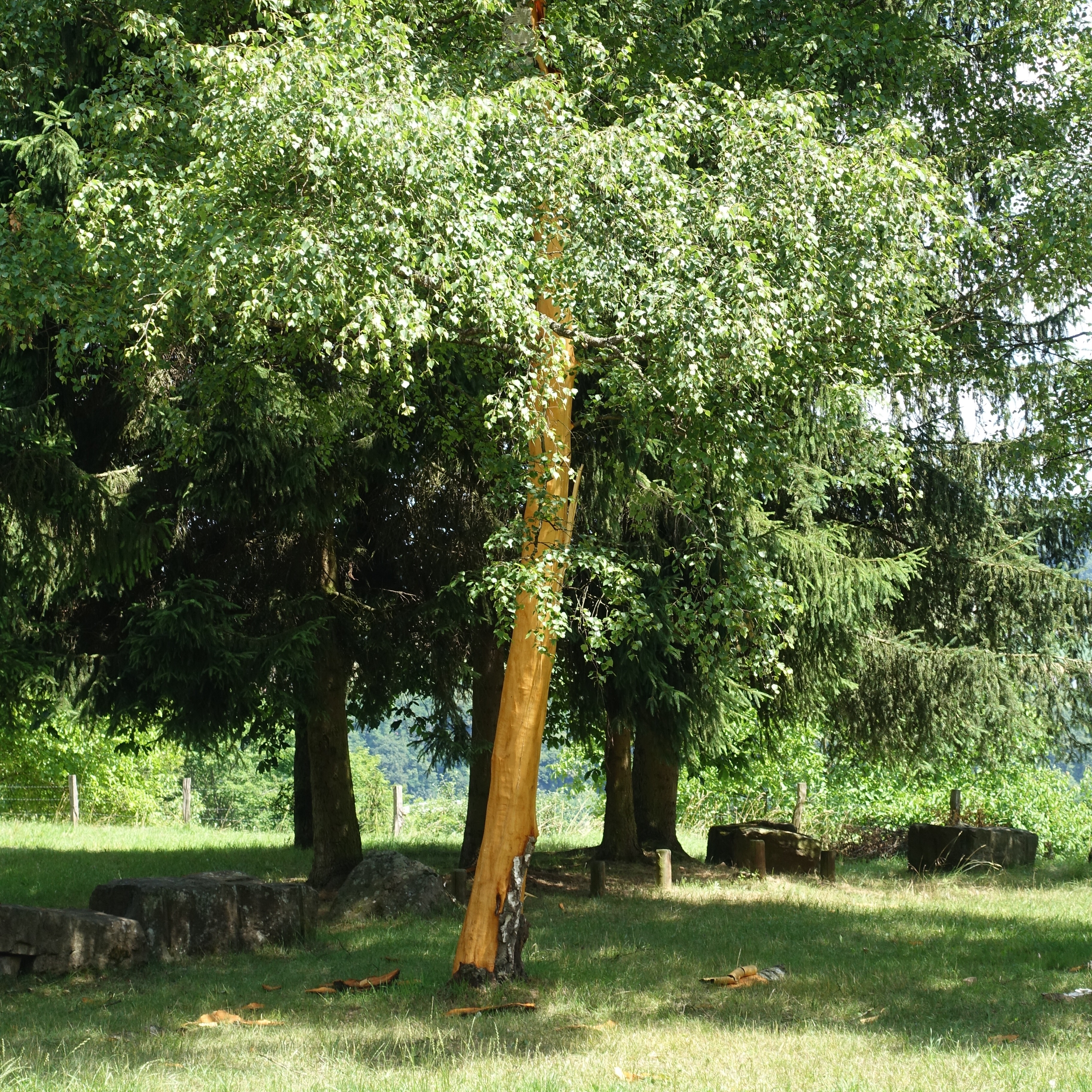
Explosionsartiger Dampfdruck zwischen Stamm und Rinde vom Blitzeinschlag sprengte die Birkenrinde weg

Ein Blitz ist in der Natur eine Funkenentladung oder ein kurzzeitiger Lichtbogen zwischen Wolken oder zwischen Wolken und der Erde. In aller Regel tritt ein Blitz während eines Gewitters infolge einer elektrostatischen Aufladung der wolkenbildenden Wassertröpfchen oder der Regentropfen auf. Er wird dabei vom Donner begleitet und gehört zu den Elektrometeoren. Dabei werden elektrische Ladungen (Elektronen oder Gas-Ionen) ausgetauscht, das heißt, es fließen elektrische Ströme. Blitze können, je nach Polarität der elektrostatischen Aufladung, auch von der Erde ausgehen.
Künstlich im Labor mit Hochspannungsimpulsen erzeugte Blitze dienen deren Studium oder der Überprüfung von Einrichtungen des Stromnetzes hinsichtlich der Effekte von Blitzeinschlägen und der Wirksamkeit von Schutzmaßnahmen.
Eine Blitzentladung ist deutlich komplexer als eine reine Funkenentladung. Die der natürlichen Blitzentstehung zugrunde liegenden physikalischen Gesetzmäßigkeiten sind bis heute nicht abschließend erforscht.

## Forschung
Benjamin Franklin ist die Anregung zu Experimenten zu verdanken, die bewiesen, dass bei Gewittern eine elektrische Spannung zwischen Wolken und der Erde besteht, die sich in einem Blitz entlädt. Besonders berühmt wurde später sein Drachenexperiment von 1752, bei dem über eine feuchte Hanfschnur während eines Gewitters Funkenüberschlag beobachtet wurde. In einer Zeitungsveröffentlichung von 1752 berichtete Franklin darüber, ohne explizit zu erwähnen, ob er es selbst durchgeführt hatte, was aber Joseph Priestley in einem Buch von 1767 behauptete, der es wahrscheinlich von Franklin hatte. Franklin schlug aber auch Experimente mit einer isolierten Metallspitze bei Gewittern vor, die die Anregung für ein entsprechendes Experiment in Frankreich durch Thomas François Dalibard (1752) waren. Die Gefährlichkeit dieser Experimente zeigte sich schon 1753 mit dem Tod von Georg Wilhelm Richmann. Franklins Forschung war der Beginn der neuzeitlichen Blitzforschung. Bis heute sind allerdings nicht alle Erscheinungsformen von Blitzen sowie die damit verbundenen Effekte umfassend und unumstritten wissenschaftlich erklärt, insbesondere wie die Ladungsunterschiede entstehen, die zum Blitz führen.
Heute haben sich verschiedene Verfahren zur Untersuchung von Blitzen etabliert, die auch darauf achten, das Risiko für die Forscher möglichst gering zu halten (im Gegensatz zur Methode Franklins). Häufig werden Raketen abgeschossen, die einen metallischen Draht hinter sich herziehen. Der Blitz gelangt durch den Draht zur Messstation, wo er analysiert werden kann. Andere Verfahren stützen sich auf Wetterballons oder Messungen durch Flugzeuge.
Lange Zeit war das Forschungsinteresse an natürlichen Blitzen gering, da man glaubte, sie wie Funkenentladungen behandeln zu können, wie sie ohne Weiteres im Labor erzeugbar sind. Erst seit Ende der 1990er Jahre hat sich das geändert, da Ungereimtheiten auftraten, die durch das einfache Modell nicht erklärt werden konnten. Es stellte sich als unmöglich heraus, mit den heutigen Mitteln Blitze zur Energiegewinnung auszunutzen.
Einige der jüngsten Forschungsprojekte sind:
- Auf dem Hohen Peißenberg im bayrischen Voralpenland befindet sich die von der Universität der Bundeswehr München betriebene Blitzmessstation, welche im gleichnamigen Sender Hohenpeißenberg beheimatet ist. Die Station wird vom Institut für Hochspannungstechnik und Blitzforschung um Fridolin Heidler betrieben. Bei einem direkten Blitzeinschlag in den Fernmeldeturm werden unter anderem der Strom- und der magnetische sowie der elektrische Feldverlauf mit hochauflösender Messtechnik erfasst.
- In Österreich läuft auf dem Salzburger Sender Gaisberg ein Blitzforschungsprojekt von ALDIS (Austrian Lightning Detection & Information System). Dabei werden direkte Blitzeinschläge in den Senderturm ausgewertet und unter anderem der Blitzstromverlauf messtechnisch erfasst.
- In Brasilien untersucht das DLR-Forschungsflugzeug Falcon die Entstehung von Stickoxiden durch Blitze in tropischen Gewittern.
- Seit 1994[1] ist durch das (damals falsch ausgerichtete) BATSE-Satellitenexperiment bekannt, dass Gammastrahlungspulse in der Atmosphäre auftreten und, wie sich später herausstellte, sind dies bis zu 50-mal am Tag mit Energien bis 40 MeV (AGILE maß 2010 Energien von bis zu 100 MeV) und sie sind mit Gewittern verbunden (häufig einige Minuten vor der Blitzentladung).[2][3] Im Jahr 2001 konnte auch in Gewittern nachgewiesen werden, dass Blitze auch Röntgen- und Gammastrahlung aussenden (Energien über 1 MeV).[4] Diese Ergebnisse wurden in den folgenden Jahren vielfach bestätigt, besonders durch den Nachweis von Gammastrahlung aus Gewitterzonen durch den NASA-Forschungssatelliten RHESSI (2005) und das Fermi Gamma-ray Space Telescope (2010). Diese Gammablitze können nach theoretischen Berechnungen sekundäre Teilchen wie Elektronen, Positronen, Neutronen und Protonen mit Energien von bis zu 50 MeV erzeugen.[3][5] Die Produktion von Neutronen in Labor-Entladungen wurde schon 1974 durch Fleischer und Kollegen nachgewiesen und bei Blitzen vorhergesagt und später auch bei Blitzen gemessen. Dafür kommen Fusionsreaktionen mit Deuterium oder photonukleare Reaktionen in Betracht (L. P. Babich 2007),[6] wobei Babich aus theoretischen Überlegungen Fusionsreaktionen eine untergeordnete Rolle zuwies. Schließlich wurde der Ursprung in photonuklearen Reaktionen 2017 durch Wissenschaftler der Universität Tokio schlüssig in Gewittern nachgewiesen. Sie konnten Gammastrahlen mit einer Energie von 511 keV, der Annihilationsenergie eines Elektrons und Positrons, mit Blitzen korrelieren.[7][8][9] In einem photonuklearen Prozess schlugen Photonen von mehr als 10 MeV ein Neutron aus einem Stickstoff-14-Kern, der danach in einen Kohlenstoff-13-Kern zerfiel unter Betazerfall, wobei auch ein Positron entstand. Da dabei somit auch Kohlenstoffkerne entstehen, hat das Auswirkungen auf die C14-Datierungsmethode.

## Theorien zur Entstehung

Animation einer Blitzentladung

Am häufigsten beobachtet man Blitze zwischen speziellen Wolkentypen wie Cumulonimbus und Erde, in den Tropen fast täglich, in gemäßigten Breiten vorwiegend während der Sommermonate. Sehr zahlreiche Blitze werden auch bei Vulkanausbrüchen beobachtet (Eruptionsgewitter), bei denen aufsteigende Feuchtigkeit wohl nicht als Ursache in Frage kommt. In beiden Fällen konnte bisher nicht lückenlos aufgeklärt werden, wodurch es zu der gewaltigen Ladungstrennung kommt, die vorher stattgefunden haben muss. Rätselhaft ist der offensichtliche Unterschied zu Laborexperimenten mit Gasen, wo es wegen der guten Beweglichkeit der Moleküle schwierig ist, Ladungstrennung ohne metallische Leiter und Isolatoren zu erzeugen und längere Zeit aufrechtzuerhalten.

### Entstehung elektrischer Ladung in einer Gewitterwolke
Grundvoraussetzung für die Entstehung von Blitzen ist die Ladungstrennung. Nach heutigem Wissensstand können eine Reihe von Mechanismen innerhalb der Gewitterwolken dazu beitragen. Man unterscheidet dabei zwischen Aufladungsmechanismen, die mit Influenz und ohne Influenz wirken können, wobei letztere die weitaus wichtigere Kategorie darstellen.
Grundvoraussetzung für die Trennung von elektrischer Ladung ist die Reibung durch kräftige Aufwinde innerhalb einer Cumulonimbuswolke, die 5–20 m/s und mehr erreichen können. In der Wolke kondensiert übersättigter Wasserdampf zu kleinen, aber ständig wachsenden Wassertröpfchen. Die Kondensation setzt Wärme frei. Dadurch bekommt die Luft eine höhere Temperatur, als sie in gleicher Höhe ohne Kondensation hätte. Das erhöht ihren Auftrieb im Vergleich zur Luft außerhalb der Wolke. Der Aufstieg beschleunigt sich. Beim Aufstieg kühlt sich die Luft durch den mit der Höhe sinkenden Druck adiabatisch ab, was die Kondensation verstärkt und den Aufstieg weiter beschleunigt. In einigen Kilometern Höhe wird die Nullgradgrenze unterschritten, und die Wassertropfen gefrieren zu Eispartikeln, die durch Resublimation weiter anwachsen. Mit der Zeit werden die Graupelteilchen schwer genug, dass sie entgegen der Richtung der Aufwinde zum Erdboden fallen.
Vermutlich kollidieren in diesem Stadium kleinere, noch leichte Eiskristalle mit den Graupelteilchen und geben dabei Elektronen an die Graupelteilchen ab. Diese nehmen eine negative Ladung an und sinken so geladen weiter in den unteren Teil der Wolke. Die leichten, jetzt positiv geladenen Eiskristalle werden von den Aufwinden weiter nach oben getragen. Bei ausreichend hoher Steiggeschwindigkeit kommt es zu einer Ladungstrennung und es entstehen beachtliche Raumladungen. In der Tropical Rainfall Measurement Mission (TRMM) wurde festgestellt, dass die Stärke der Raumladungen direkt vom Eisgehalt der Wolke abhängt. Das bedeutet eine starke Korrelation zwischen der Eismenge in einer Wolke und der Blitzhäufigkeit.
In Wolkenbereichen mit hohem Graupelanteil werden Luftmassen durch die nach unten fallenden Graupelteilchen mit nach unten gerissen und es entstehen Abwindkanäle in der Gewitterwolke. In ihnen gelangen die negativ geladenen Graupelteilchen zunächst in den unteren Teil der Wolke. Der nun negativ geladene untere Teil der Wolke bewirkt durch Influenz, dass sich der unter der Wolke befindliche Erdboden positiv auflädt, es kommt zur klassischen Ladungsverteilung in einer Gewitterwolke. Dazu kommt, dass im unteren Teil der Gewitterwolke die Graupelteilchen wieder schmelzen und sich dabei positiv aufladen. Die gängige Erklärung lautet, dass sich beim Anwachsen des Graupelteilchens in der Höhe Lufteinschlüsse bilden, die beim späteren Auftauen den Wassertropfen verlassen und dabei an der Oberfläche befindliche negative Ladung mit sich nehmen. Auf diese Weise wird der unter der Wolke ausfallende Niederschlag elektrisch neutral oder – wie man beobachtet hat – sogar positiv geladen, während die negative Ladung im unteren Teil der Wolke verbleibt. Die teilweise extrem starken Turbulenzen innerhalb von Gewitterwolken machen eine experimentelle Überprüfung dieser Vermutungen sehr schwierig.
Man kann sich weitere Prozesse vorstellen, welche diese Ladungsverteilung unterstützen: Die durch Resublimation anwachsenden Graupelteilchen können sich positiv aufladen und ihre Ladung bei Kollisionen an leichtere Eiskristalle abgeben, bevor oder während sie in Richtung Erdboden fallen. Der umgekehrte Effekt, also die negative Aufladung von sublimierendem Eis, käme dann in den Abwindkanälen zum Tragen.
In der bereits geladenen Gewitterwolke können weitere Ladungstrennungsmechanismen hinzukommen: Der Nobelpreisträger Charles Thomson Rees Wilson schlug im Jahre 1929 vor, dass durch die anwesende Raumladung dipolartig geladene und entsprechend ausgerichtete Niederschlagspartikel in der Luft befindliche Ionen je nach Polarität entweder einfangen oder abstoßen (unabhängig von ihrem Aggregatzustand).
In der Praxis kann man mit Elektrofeldmetern messen, dass die oben dargestellte Ladungsverteilung im Gewitter häufig zutrifft, dass es aber auch abhängig von der Art des Gewitters (Frontengewitter, Wärmegewitter) und des Reifestadiums starke Abweichungen geben kann, wie zum Beispiel weit in den unteren Teil der Wolke reichende positive Raumladungen, negative Areale am Boden oder positive Wolkenuntergrenze im Spätstadium eines Gewitters. Eine Klärung aller Zusammenhänge steht bis heute aus.

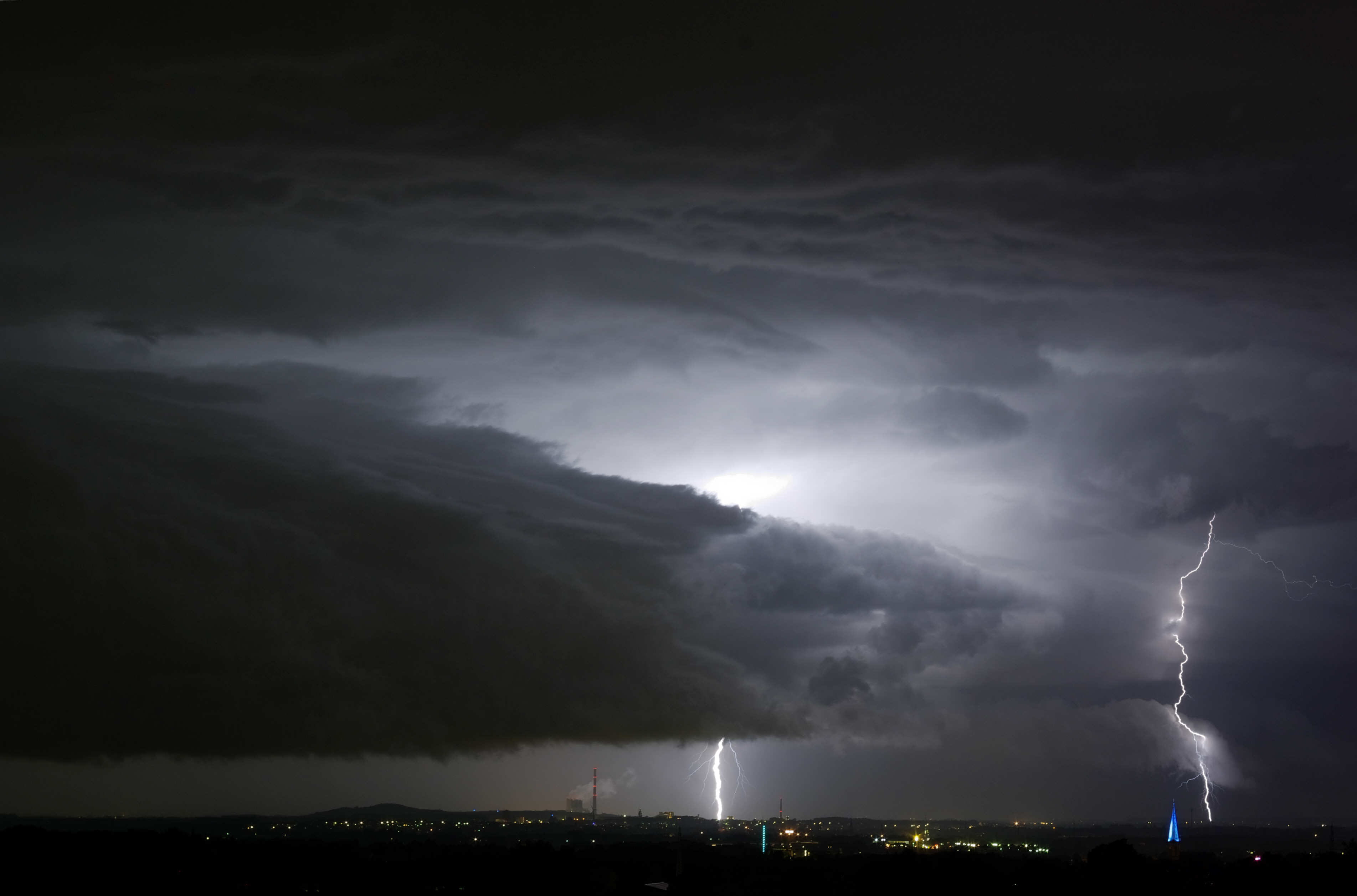
Wolken- und Erdblitze

### Spannungen innerhalb einer Gewitterwolke: Wolkenblitz und Erdblitz
Ein Blitz ist ein Potentialausgleich innerhalb der Wolke (Wolkenblitz) oder zwischen dem Erdboden und dem unteren Teil der Wolke (Erdblitz). Für Blitze zwischen der Wolke und der Erde muss der Potentialunterschied (die Spannung) einige zehn Millionen Volt betragen. In der Luft kommt es erst zu einer elektrischen Funkenentladung bei einer elektrischen Feldstärke von ca. drei Millionen Volt pro Meter (der sogenannten Durchbruchfeldstärke); dieser Wert sinkt jedoch stark mit zunehmender Luftfeuchtigkeit. Allerdings wurden solche Feldstärken in einer Gewitterwolke noch nie gemessen. Messungen ergeben nur extrem selten Feldstärken von über 200.000 V/m, was deutlich unter dem Wert für den Durchbruch liegt. Daher wird heute davon ausgegangen, dass die Luft zuerst durch Ionisation leitfähig gemacht werden muss, damit es zu einer Blitzentladung kommen kann.

### Entstehung eines Blitzkanals durch Ionisation: Leitblitz, Fangentladung und Hauptblitz
Einige Forscher, als erster Wilson im Jahre 1925, gehen davon aus, dass durch kosmische Strahlung angeregte Elektronen den Anfang einer Blitzentstehung bilden. Trifft ein solches Elektron auf ein Luftmolekül einer Gewitterwolke, werden weitere hochenergetische Elektronen freigesetzt. Es kommt zu einer Kettenreaktion, in deren Folge eine Elektronenlawine entsteht (Runaway-Elektronen genannt, der genaue Mechanismus findet sich im Artikel Runaway-Breakdown erklärt).
Einer Blitzentladung geht eine Serie von Vorentladungen voraus, die gegen die Erdoberfläche gerichtet sind. Dabei wird ein Blitzkanal (Leitblitz) geschaffen, d. h., ein elektrisch leitender Kanal wird durch Stoßionisation der Luftmoleküle durch die Runaway-Elektronen gebildet. Der ionisierte Blitzkanal baut sich stufenweise auf (daher engl. stepped leader), bis er zwischen Erdoberfläche und Wolke hergestellt ist. Die Vorentladungen sind zwar zum Erdboden hin gerichtet, variieren aber innerhalb weniger Meter leicht ihre Richtung und können sich stellenweise aufspalten. Dadurch kommen die Zick-Zack-Form und die Verästelungen des Blitzes zustande. Der Leitblitz emittiert – wie neue Forschungen zeigen – auch Röntgenstrahlung mit einer Energie von 250.000 Elektronenvolt (siehe dazu die Literaturhinweise). Forscher der Universität Florida haben 2004 nachgewiesen, dass die gemessenen Ausbrüche von Röntgenstrahlen zusammen mit der Bildung der einzelnen Stufen des Leitblitzes auftreten. Dabei nimmt die Intensität der Strahlung mit der Anzahl der Stufen zu, je länger also der Blitzkanal wird. Während der Hauptentladungen wurden keine Röntgenstrahlen gemessen. Noch ist nicht bekannt, wodurch die Elektronen im Leitblitz so stark beschleunigt werden. Der Vorgang des Runaway-Breakdown allein reicht für die gemessene Strahlung nicht aus (siehe dazu auch in den Weblinks).
Kurz bevor die Vorentladungen den Erdboden erreichen, gehen vom Boden eine oder mehrere Fangentladungen aus, welche bläulich und sehr lichtschwach sind. Eine Fangentladung tritt meistens bei spitzen Gegenständen (wie Bäumen, Masten oder Kirchtürmen) aus, welche sich in ihrer Höhe von der Umgebung abheben. Meist – aber nicht immer – trifft eine der Fangentladungen mit den Vorentladungen zusammen und bildet einen geschlossenen Blitzkanal zwischen Wolke und Erdboden. Der Blitzkanal weist maximal 12 mm im Durchmesser auf. Durch diesen Kanal erfolgt dann die Hauptentladung, welche sehr hell ist und als eigentlicher Blitz wahrgenommen wird. Das Leuchten des Blitzes wird durch die Bildung von Plasma verursacht.

### Dauer, Stromstärke und Polarität von Blitzen
Im Durchschnitt bilden vier bis fünf Hauptentladungen einen Blitz. Die Vorentladungen benötigen zusammengenommen etwa 0,01 Sekunden, die Hauptentladung dauert nur 30 µs (0,00003 s). Nach einer Erholungspause zwischen 0,03 s und 0,05 s erfolgt eine neue Entladung. Es wurden schon bis zu 42 aufeinanderfolgende Entladungen beobachtet. Dadurch kommt das Flackern eines Blitzes zustande.
Die am längsten dauernden Blitze wurden nach Angaben der Weltorganisation für Meteorologie am 4. März 2019 mit 16,73 Sekunden über dem Norden Argentiniens und 2012 über Südfrankreich mit 7,74 Sekunden gemessen.
Durch die ruckartigen verschiedenen Stufen der Entladung kann der Blitz als kurzfristiger, pulsierender Gleichstrom interpretiert werden.
Die Stromstärke der Hauptentladung eines Negativblitzes beträgt im Mittel etwa 30 Kiloampere (kA). Positivblitze können jedoch mehrere 100 kA erreichen., wodurch ein starkes Magnetfeld den Blitzkanal umgibt. Die Kombination aus Strom und Magnetfeld bewirkt eine Kompression des leitfähigen Plasmakanals (Pinch-Effekt), der einen Durchmesser von nur wenigen Zentimetern besitzt.
Meistens fließt die negative Ladung von der Wolkenunterseite zum Boden, man spricht vom Negativblitz. Seltener wird positive Ladung der Erdoberfläche zugeführt (Positivblitz). Meistens handelt es sich dabei um eine besonders intensive Entladung, deren Hauptentladung auch deutlich länger anhält als beim Negativblitz. Der Positivblitz besteht in aller Regel auch nur aus einer Hauptentladung. Die Stromstärke einer Hauptentladung bei Positivblitzen wird mit bis zu 400 kA angegeben. Sie sind daher weitaus gefährlicher als Negativblitze, machen allerdings nur etwa 5 % aller Erdblitze aus. Positivblitze entstammen oft dem oberen, positiv geladenen Teil der Gewitterwolke oder dem Wolkenschirm. Sie können auch aus der Wolke austreten und durch den wolkenfreien Raum ihren Weg zu einem Einschlagsziel am Boden nehmen. Die Einschlagstelle kann dabei durchaus einige Kilometer von der Gewitterzelle entfernt liegen. Positivblitze treten auch in den rückwärtigen, stratiformen Bereichen des Gewitters sowie in deren Auflösungsphase auf. Außerdem haben Wintergewitter, in denen der Niederschlag in gefrorener Form fällt, einen hohen Positivblitzanteil.
Die Anstiegsgeschwindigkeit des Blitzstromes ist bei der Hauptentladung wesentlich geringer als bei den Folgeentladungen. Beim Erstblitz liegen die Stromanstiegsgeschwindigkeiten meistens unter 2·1010 A/s, während Folgeblitze 2·1011 A/s erreichen. Dementsprechend sind die Folgeblitze trotz geringerer Stromstärke gefährlicher hinsichtlich induzierter Störspannungen. Ein Blitz ist in der Lage, selbst in mehreren Kilometern Entfernung elektrische Spannungen zu induzieren, die elektronische Ausrüstung zerstört.
Innerhalb der Blitzzeit, oft nach der Hauptentladung kann durch den ionisierten Blitzkanal ein längerer Ladungsausgleich erfolgen, der 10 bis einige 100 ms anhält. Dabei fließt ein annähernd konstanter Strom von 10 bis 1000 A. Dieser einleitende Langzeitstrom enthält auch Stromspitzen im Kiloampere-Bereich und tritt häufig nach positiven Blitzen auf. Am Ende des Blitzes folgt nach dem letzten Stoßstrom oft ein auch als „Stromschwanz“ bezeichneter nachfolgender Langzeitstrom.

### Länge eines Blitzes
Die durchschnittliche Länge eines Erdblitzes (Negativblitz) beträgt in mittleren Breiten 1 bis 2 km, in den Tropen aufgrund der höheren Luftfeuchtigkeit 2 bis 3 km. Positivblitze reichen nicht selten von den oberen Regionen der Gewitterwolke bis zum Erdboden und kommen daher auf Längen von deutlich über 10 km. Ein Wolkenblitz ist ca. fünf bis sieben Kilometer lang.
Blitze können allerdings auch enorme Längen entwickeln. Im Juli 2025 teilte die Weltorganisation für Meteorologie mit, dass sich der längste jemals gemessene Blitz im Oktober 2017 über den USA ereignete und 829 Kilometer lang war.
Der bis dahin längste Blitz wurde 2007 über Oklahoma mit einer horizontalen Länge von 321 km aufgezeichnet.

### Entstehung des Donners
Im Blitzkanal wird die Luft schlagartig auf bis zu 30.000 °C erhitzt. Das den Blitzkanal schlauchförmig umhüllende Magnetfeld verhindert dabei die Ausdehnung der ionisierten und damit magnetisch beeinflussbaren Luftmoleküle. Die Folge ist ein extrem hoher Druck. Mit dem Ende des Leitblitzes und damit des Stroms bricht auch das Magnetfeld zusammen, und die heiße Luft dehnt sich explosionsartig aus, wodurch der Knall des Donners hervorgerufen wird. Das Grollen des Donners kommt durch Echo-Effekte, durch unterschiedliche Distanzen zum Blitzkanal und durch Dispersion (Abhängigkeit der Schallausbreitung von der Wellenlänge) zustande. Der Blitz selbst erreicht etwa ein Zehntel bis ein Drittel der Lichtgeschwindigkeit, wobei die für das Auge nicht wahrnehmbare Vorentladung nur mit einem Tausendstel der Lichtgeschwindigkeit verläuft, also mit 300 Kilometer pro Sekunde. Blitzentladungen innerhalb der Wolke werden gewöhnlich von einem länger anhaltenden und weniger scharf polternden Geräusch begleitet. Das hängt zum einen mit der gewöhnlich größeren Distanz zusammen, ist aber vor allem auf die verschiedene Orientierung und Struktur von Erdblitz und Wolkenblitz zurückzuführen.
Am Gaisberg wird seit Herbst 2020 die Entstehung des Donners untersucht. In den Sender Gaisberg schlagen jährlich 40 bis 50 Blitze ein, der Sendemast ist ein Objekt mit für Österreich besonders hoher Blitzeinschlaghäufigkeit. Im Jahr 2000 wurde hier das bisher einzige internationale Blitzforschungszentrum eröffnet.
Es gibt heute noch widersprüchliche Theorien über die Entstehung von hörbarem Donnerschall aus besonders niederfrequentem Infraschall aus dem Blitzkanal. Dem soll nachgespürt werden. Untersucht werden soll auch, ob Donnerschall für bodenseismische Untersuchungen ausgenützt werden könnte.

### Spannungskegel

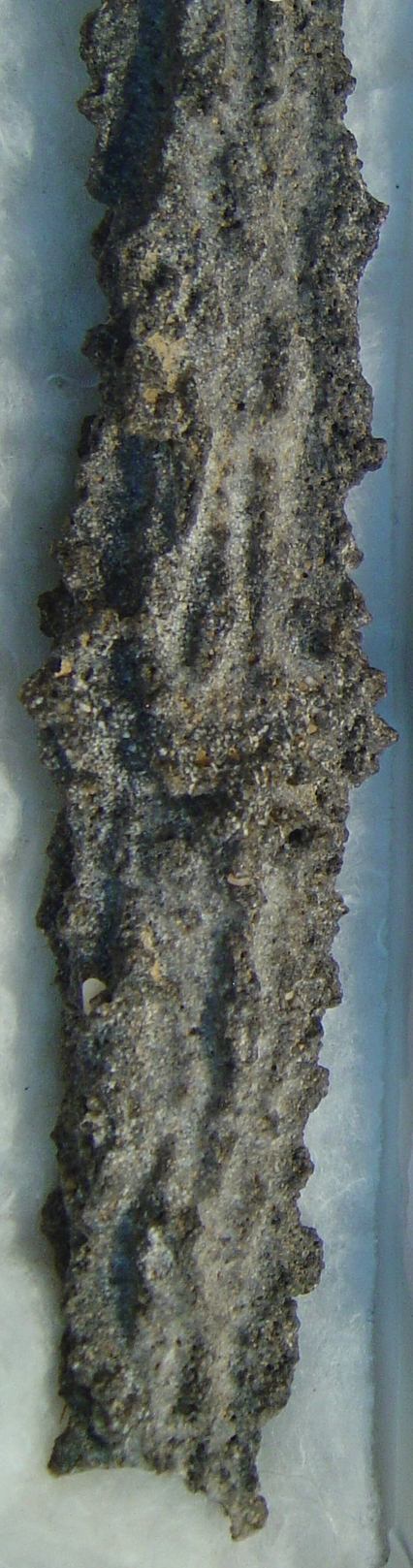
Fulgurit

An der Stelle, wo der Blitz in den Boden geht (oder aus ihm heraus), bildet sich ein starkes Spannungsfeld (hohes Potential), das von der Stelle des Einschlags nach außen hin kreisförmig abnimmt und sich im Erdreich kegelförmig spitz fortsetzt, daher der Name. Fläche, Tiefe und Potential des Kegels sind z. B. abhängig von der Stärke des Blitzes, der Bodenbeschaffenheit und Feuchtigkeit. Im Zentrum des Kegels kann es zu Gesteinsaufschmelzung kommen. Dann entsteht ein Fulgurit.
Mit „Blitzschlag“ ist nicht nur der direkte Treffer gemeint, sondern auch Schädigungen durch den Spannungskegel. Steht z. B. ein Blitzopfer mit beiden Beinen auf dem Boden, befindet sich jedes Bein auf einem etwas anderen Potential. Die Potentialdifferenz im Körper, die sogenannte Schrittspannung, führt zu Schäden an Organen. Diese sind nicht tödlich, falls die Differenz gering ist, z. B. wenn das Opfer im Moment des Einschlags beide Füße dicht nebeneinander hat und die Spannungsdifferenz minimiert ist. Bei jemandem, der mit Kopf oder Füßen in Richtung Einschlagstelle liegt, ist die Spannungsdifferenz u. U. aber sehr groß. Dann kann auch ein Einschlag, der weiter entfernt ist, zu schweren Schäden führen. Aus diesem Grund sind vierbeinige Tiere (z. B. Kühe auf der Weide) besonders gefährdet. Stärke und Form des Spannungskegels sind in der Regel nicht vorhersehbar.

## Erscheinungsformen

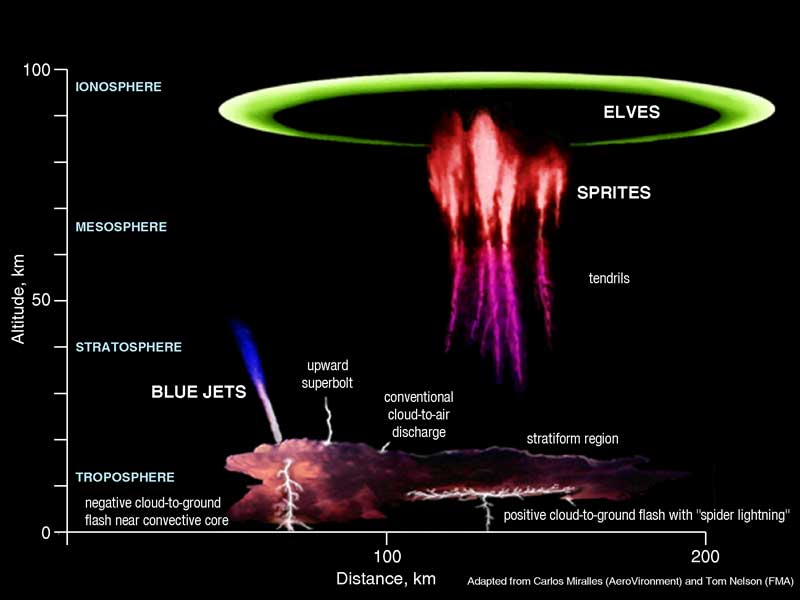
Grafik zur Entstehung von „Blue Jets“, „Elfen“ („Elves“) und „Red Sprites“ (englisch)

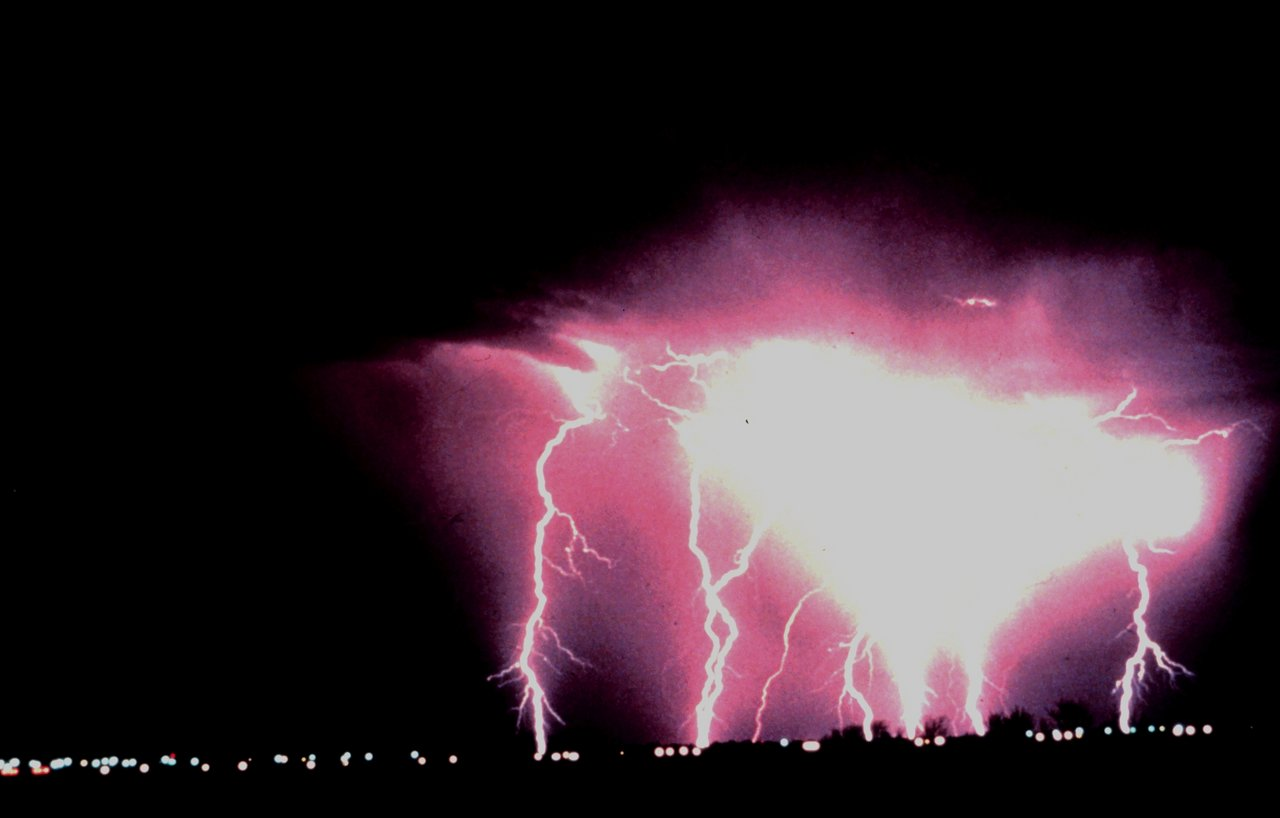
Flächenblitz in Norman, Oklahoma (1978)

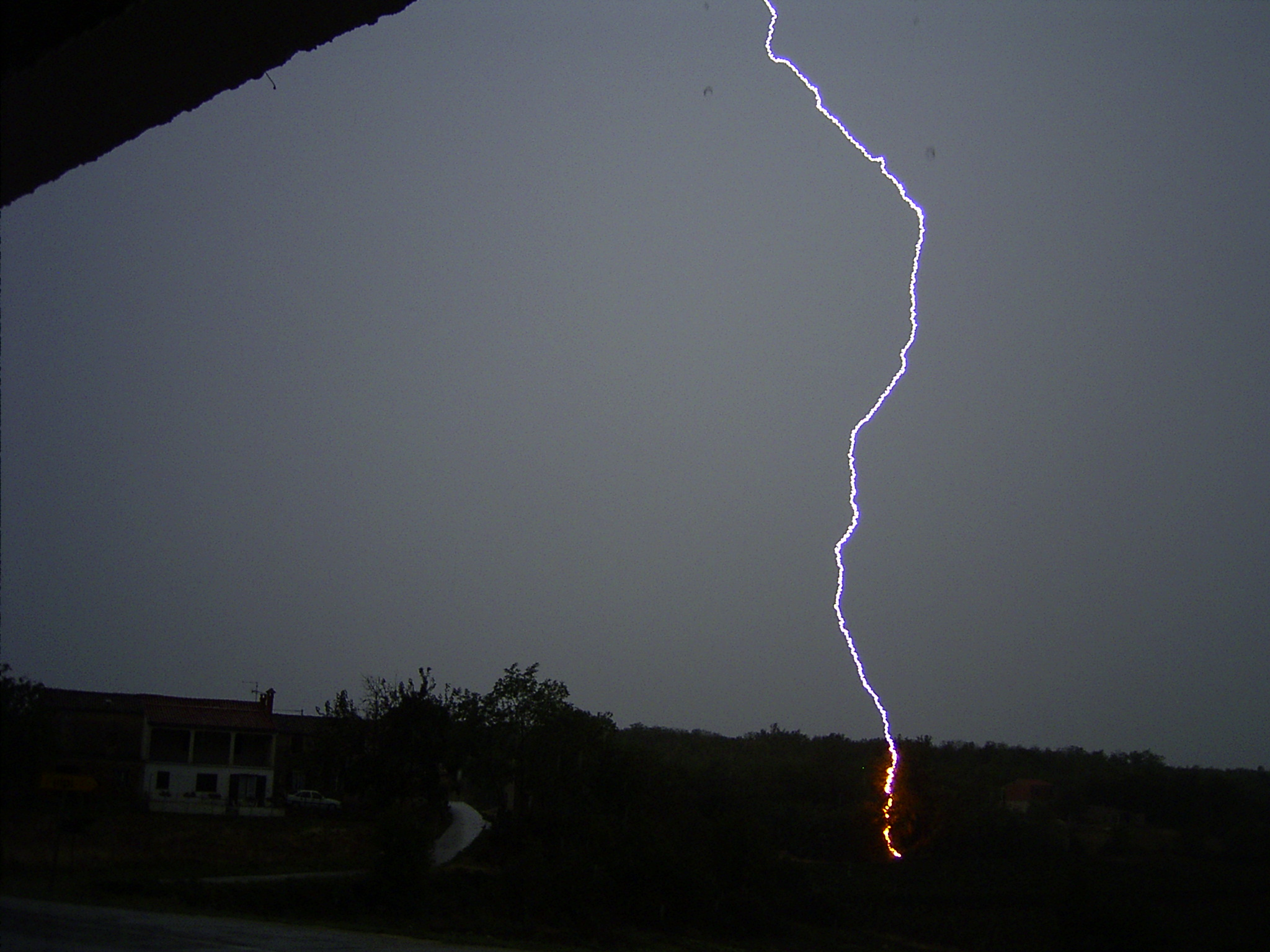
Linienblitz in Ferenci, Istrien/Kroatien (2003)

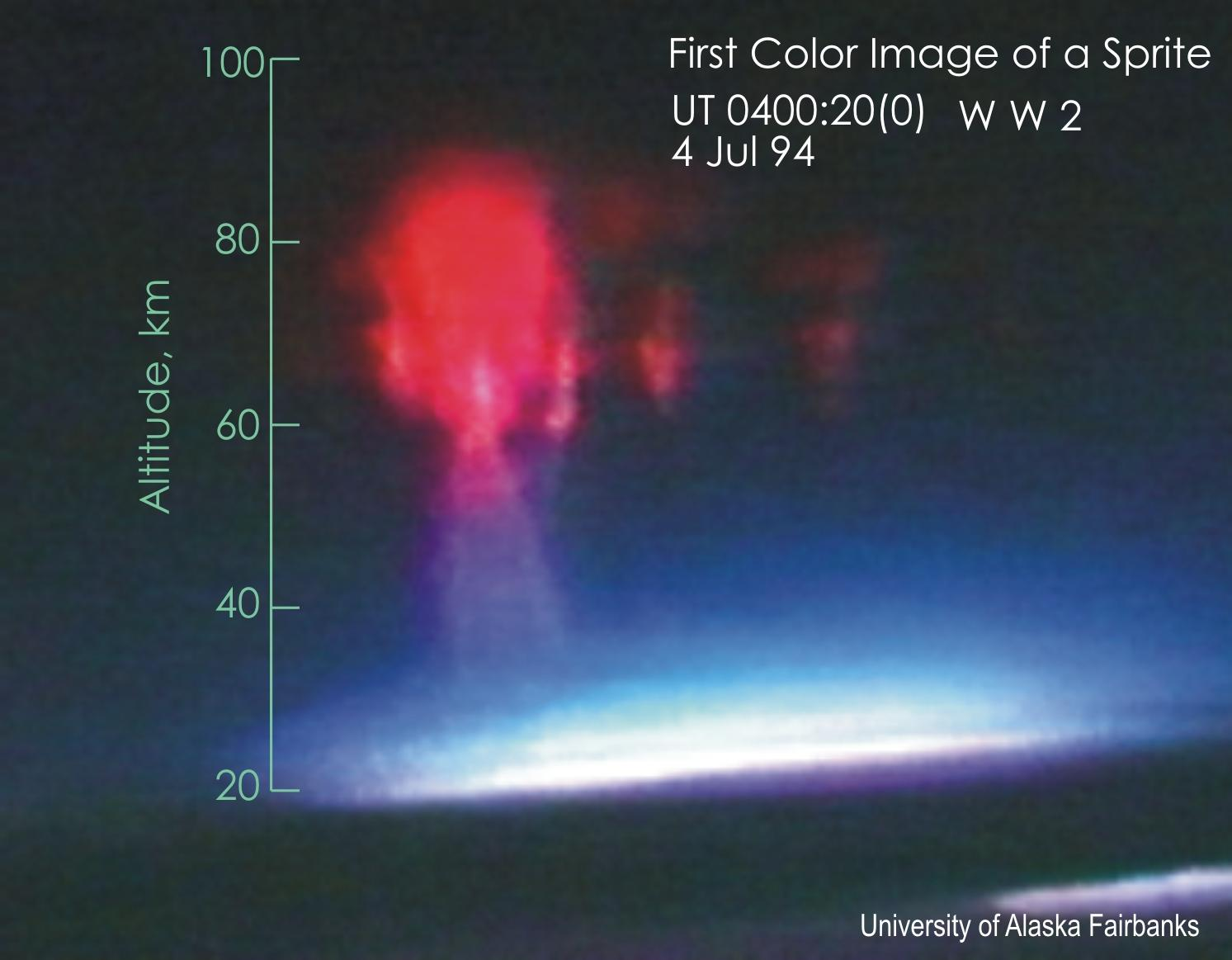
„Sprite“ (1994, NASA/University of Alaska)

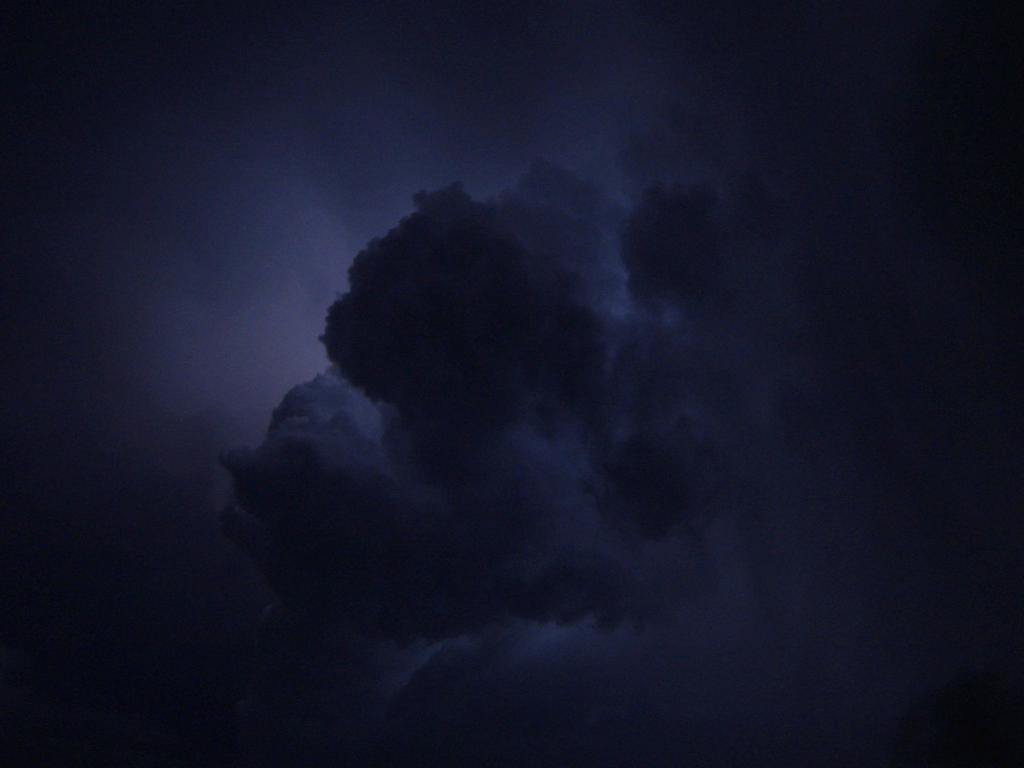
Wetterleuchten auf Formentera (2004)

### Blue Jets
„Blue Jets“ (englisch, „blauer Strahl“) sind bläulich leuchtende Lichtfontänen, die sich oberhalb von Gewitterzellen mit ca. 100 km/s bis 50 km hoch ausbreiten.

### Elmsfeuer
Ein Elmsfeuer ist eine Funkenentladung gegen die umgebende Luft. Physikalisch betrachtet ist sie eine Vorentladung aufgrund großer Feldstärke. Sie tritt meistens an hohen Gegenständen wie Antennenmasten, Schiffsmasten, Flugzeugen (beim Fliegen in Gewitternähe oder einer mit Aschepartikeln durchsetzten Luftschicht) oder Gipfelkreuzen auf. Elmsfeuer können eine Blitzentladung einleiten. Bergsteiger berichten oft, dass diese sog. Spitzenentladung auch am Pickel auftritt, den man daher bei Gewittern nicht in der Hand tragen soll.

### Elfen
Bei „Elfen“ (englisch elves) handelt es sich um Blitzentladungen, welche die Gase in der Ionosphäre in Schwingung versetzen, so dass sie kurz ringförmig leuchten. Sie treten über großen Gewitterwolken als farbiger Ring in etwa 90 km Höhe liegend auf und werden vermutlich durch Wolkenblitze induziert.

### Eruptionsgewitter
Blitzentladungen können auch durch einen Vulkanausbruch ausgelöst werden.

### Flächenblitz
Ein Flächenblitz zeigt zahlreiche Verzweigungen vom Hauptblitzkanal.

### Kugelblitz
Kugelblitze sind seltene, kugelförmige Leuchterscheinungen, die bei Gewittern beobachtet wurden. Die meist auf Augenzeugenberichten basierenden Fälle können physikalisch nur unzureichend erklärt werden.

### Linienblitz
Ein Linienblitz hat keine Verzweigungen. Er sucht sich jedoch nicht immer den direkten Weg zum Erdboden, sondern kann auch Bögen beschreiben, die aus einer bestimmten Perspektive als Knoten und kreisförmige Verschlingungen gesehen werden können. Der Linienblitz ist häufiger zu sehen als andere Blitze.

### Perlschnurblitz
Der Perlschnurblitz ist eine Blitzart, bei der der Blitz nicht durch einen zusammenhängenden Blitzkanal gekennzeichnet ist, sondern in einzelne, meistens nur wenige Meter lange Segmente zerfällt. Diese einzelnen Segmente leuchten heller und meistens auch etwas länger als ein „normaler“ Linienblitz. Von weitem betrachtet sehen die kurzen leuchtenden Segmente des Blitzes wie auf einer Schnur aufgereihte Perlen aus.
Perlschnurblitze sind wie Kugelblitze sehr seltene Blitzphänomene. In Laboren ist es bereits gelungen, Perlschnurblitze künstlich zu erzeugen, dennoch hat man ihre Entstehung noch nicht restlos verstanden. Als Ursache könnten Instabilitäten im Plasma des Blitzkanals in Frage kommen.

### Positiver Blitz
Ein positiver Blitz ist ein Blitz, bei dem die Entladung aus dem oberen, positiv geladenen Teil der Wolke zum Boden erfolgt. Diese Blitze sind um einiges stärker als negative Blitze und können kilometerweit von der eigentlichen Gewitterwolke entfernt einschlagen; häufig treten sie bei abziehenden Gewitterwolken auf der Rückseite des Ambosses auf, weshalb man einen sicheren Ort nicht zu früh verlassen sollte. Sie dauern auch länger als ein negativer Blitz. Aufgrund all dessen können positive Blitze einen weit größeren Schaden anrichten. Sie können mit bis zu 400.000 Ampere einschlagen und wären damit (maximal) doppelt so stark wie negative Blitze. Somit sind sie der mächtigste Blitz. Der Donnerknall ist durch den stärkeren Potentialausgleich ebenfalls lauter.

### Red Sprites
„Red Sprites“ (englisch, „Rote Kobolde“) sind kurze (ca. 5 ms), bis zu 100 km hoch reichende, Polarlichtern ähnelnde Entladungserscheinungen in der Mesosphäre oberhalb großer Gewitter. Sie stehen im Zusammenhang mit Blitzen und sind hauptsächlich aus Flugzeugen beobachtbar, aus weiterer Entfernung (ca. 200 km) bei entsprechenden Sichtverhältnissen auch vom Boden. Sie erscheinen meist rötlich – die rote Farbe entsteht durch die Fluoreszenz von Stickstoff, der durch Blitze des darunterliegenden Gewitters angeregt wurde – und haben unterschiedliche Formen von pilzartig bis lattenzaunähnlich.

### Wetterleuchten
Unter „Wetterleuchten“ (mittelhochdeutsch weterleichen zu „weter“ (Wetter) + „leichen“ (tanzen, hüpfen), volksetymologisch angelehnt an das nicht verwandte leuchten) wird meistens der Widerschein von Blitzen verstanden, wenn man sie selbst nicht sehen kann. Es tritt bei weiter entfernten Gewittern oder bei Blitzen in Erscheinung, die sich innerhalb von Wolken entladen. Den dazugehörenden Donner hört man wegen der großen Distanzen meistens nicht oder nur schwach. Bei typischen mitteleuropäischen Gewittern ist der Donner höchstens etwa 5 bis 20 km weit zu hören (abhängig von Windrichtung, Hintergrundgeräuschen, Temperatur und Luftfeuchtigkeit, Geländerelief und -oberfläche, Bebauung, Bewaldung etc.), was einer Zeitspanne zwischen Blitz und Donner von etwa 15 bis 60 Sekunden entspricht.

## Häufigkeit von Blitzen

### Blitzereignis und Blitzdichte
Eine Entladung wird als Blitzschlag (englisch stroke) bezeichnet. Zu statistischen Zwecken fasst man mehrere Teilblitze (strokes), die innerhalb einer oder 1,5 Sekunden am gleichen Ort gemessen werden, zu einem Blitzereignis, ‚Blitz‘ (englisch flash) zusammen. Nach der Datenbank CATS (Computer Aided Thunderstorm Surveillance System) der EUCLID (European Cooperation for Lightning Detection) ist ein Verhältnis von 100 Mio. Teilblitzen zu 65 Mio. Blitzen festzustellen, also etwa 3:2.
Um die Blitzhäufigkeit (Anzahl der Blitzereignisse) vergleichbar zu erfassen und die Blitzgefahr abzuschätzen, ermittelt man die Blitzdichte Ng in Ereignissen (Blitz) je Quadratkilometer. Seit Entwicklung der elektromagnetischen Blitzortung ist die Blitzdichte heute exakt messbar, früher wurde sie aus dem keraunischen Pegel der Gewitterhäufigkeit abgeschätzt. Als gemitteltes Datum ist dieser Wert von der zugrunde gelegten Flächeneinheit (im Allgemeinen 1 km × 1 km) abhängig, für die Abschätzung am Einzelobjekt legt man die lokale Blitzdichte (etwa EN 62305-2 Blitzschutz – Risikomanagement) zugrunde.

### Ortung
Blitze rufen starke elektromagnetische Störungen im Funkverkehr hervor (Atmosphärische Störungen). Auf unbenutzten Radiofrequenzen der Lang- und Mittelwelle machen sich Blitze durch deutliches Knacken oder Kratzen bemerkbar. Dieses Phänomen wird zur automatischen Ortung von Blitzeinschlägen genutzt. Dazu werden nach der heute üblichen Technik der Blitzortungssysteme mittels mindestens dreier Sensoren die Laufzeitunterschiede gemessen, und daraus die Position bestimmt (Time of arrival-Systeme, TOA, ähnlich der Funktion der GPS-Peilung). Die Ergebnisse sind auf diversen Websites als Blitzkarten erhältlich, wie sie zum Beispiel BLIDS von der Siemens AG oder das österreichische System ALDIS und andere Mitglieder von EUCLID (European Cooperation for Lightning Detection), oder NALDN (North American Lightning Detection Network) sowie das von Freiwilligen betriebene Netzwerk Blitzortung.org anbieten.
Die Technik der magnetischen Richtungspeilung wird von ca. 50000 Flugzeugen in Form des 1975 erfundenen Stormscopes genutzt. Die Geräte der 70er und 80er Jahre hatten einen eigenen Bildschirm im Cockpit. Seit auch Kleinflugzeuge Bildschirmcockpits verwenden, werden in der überwiegenden Zahl der Fälle die vorhandenen Bildschirme zur Darstellung genutzt. Das Stormscope WX-500, ein direkter Abkömmling der 70er-Jahre-Geräte, hat keinen eigenen Bildschirm mehr. Zusätzlich zum ursprünglichen Stormscope vermarktet Avidyne sein TWX670 unter einem anderen Namen.
Eine andere Methode sind die satellitengestützten globalen Blitzortungen, die auf optischen oder elektromagnetischen Messmethoden beruhen: Zu den wichtigen Blitzortungssatelliten und -systemen gehören: MicroLab-1 Optical Transient Detector (OTD); TRMM Lightning Imaging Sensor (LIS); GOES-R Geostationary Lightning Mapper (GLM), Lightning Mapper Sensor (LMS); auch die dritte Generation Meteosat ab 2021 soll ein Ortungssystem tragen.
Daneben ist auch Ortung über die Schumann-Resonanz möglich.

### Entfernungsabschätzung über das Zeitintervall zum Donner
Um bei einem Gewitter ohne Messmittel eine ungefähre Entfernungsangabe zu erhalten, kann die Zeit zwischen Blitz und Donner gemessen werden. Dabei wird die Laufzeit des Lichtes als geringfügig vernachlässigt. Diese Zeit in Sekunden, multipliziert mit der Schallgeschwindigkeit (343 m/s), ergibt die Entfernung in Metern. Näherungsweise kann auch die Zeit in Sekunden geteilt durch drei für die ungefähre Entfernung in Kilometern gerechnet werden. Zur Bestimmung des Donnerzeitpunktes ist dabei stets das erste wahrnehmbare Schallsignal zu verwenden, welches vom Blitz auf kürzestem Weg zum Beobachter gelangt und somit die Entfernung zu diesem Abschnitt des Blitzkanals relativ genau wiedergibt. Je nach Art des Blitzes ist dieser Blitzkanalabschnitt im Allgemeinen entweder der am nächsten zum Beobachter liegende Teil eines Wolkenblitzes oder der etwas oberhalb des Bodens liegende eines Bodenblitzes. Die Schallsignale von weiter entfernten Abschnitten des Blitzkanals bilden zusammen mit durch Reflexionen und Beugungen verzögerten Bestandteilen das Donnergrollen, welches wesentlich lauter als das Primärereignis sein kann.

## Blitzstatistik

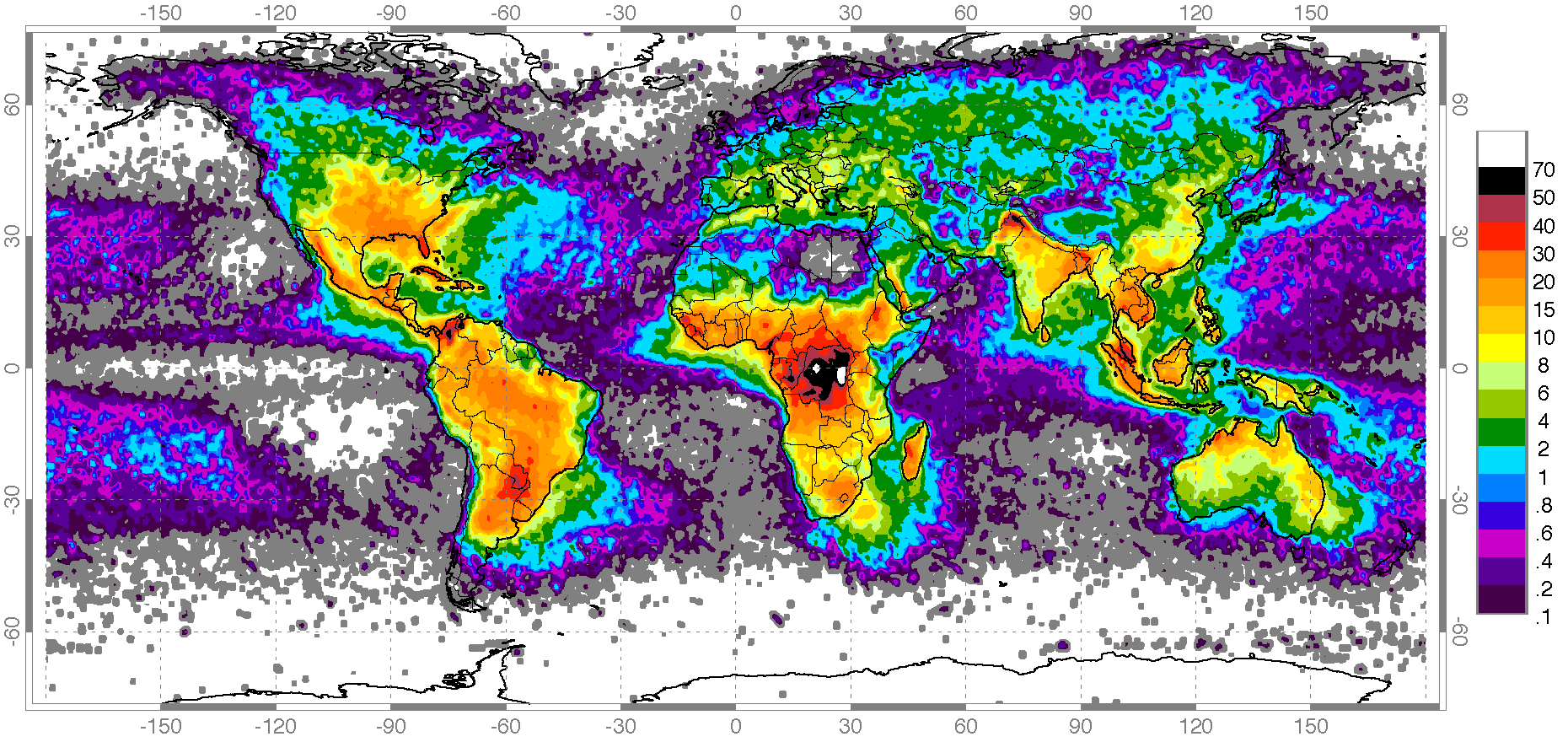
Globale Verteilung der Blitzhäufigkeit in jährlichen Einschlägen/km²

Weltweit gibt es zu jedem beliebigen Zeitpunkt 2000 bis 3000 Gewitter, was auf der gesamten Erde täglich 10 bis 30 Millionen Blitze ergibt (andere Schätzungen gehen nur von 4 Millionen aus). Das sind über 100 Blitze in jeder Sekunde. Doch nur 10 % aller Blitze schlagen in den Boden ein.
In Deutschland gab es 2003 über 2 Millionen Blitze. In Österreich schwankt die seit 1992 registrierte Zahl zwischen 100.000 und 222.000, davon allerdings 70 % in der südöstlichen Landeshälfte und nur 10 % im alpinen Tirol. Die Annahme, dass im Gebirge mehr Blitze auftreten, konnte anhand der Messdaten nicht bestätigt werden.
Die allgemeine Blitzhäufigkeit in Deutschland liegt zwischen 0,5 und zehn Einschlägen pro Quadratkilometer und Jahr. Der Schnitt Bayerns liegt bei weniger als einem Blitz pro km² jährlich, in Österreich und Norditalien bei 1–2, in Slowenien bei 3. Fast überall gibt es kleinere Bereiche, in denen die Blitzhäufigkeit zwei- bis dreimal so hoch wie in der Umgebung ist und umgekehrt. Vor allem aber hängt die Blitzhäufigkeit sehr stark von der Jahreszeit ab. Im Juli und August kommt es zu vielen Blitzschlägen, im Januar gibt es fast keine. Zudem gibt es in Großstädten mehr Blitze, was vermutlich mit der Luftverschmutzung und der Lufttemperatur (Stadtklima) zusammenhängt. Am häufigsten blitzt es in Deutschland im Schwarzwald, dicht gefolgt von der Rhein-Main-Gegend und dem Rhein-Neckar-Dreieck, in Österreich und Italien an den Südlichen Kalkalpen.
Forschungen der NASA (z. B. LIS) haben ergeben, dass die weltweit größte Blitzhäufigkeit im Kongobecken, speziell im Lee, d. h. westlich der Zentralafrikanischen Schwelle, zu finden ist. Weitere Zentren sind der Norden Kolumbiens bis hin zum Maracaibo-See in Venezuela (siehe Catatumbo-Gewitter), der äußerste Norden der von den Hochgebirgen umgebenen Indus-Ebene in Pakistan, die Straße von Malakka einschließlich des südlichen Teils der Malaiischen Halbinsel, Paraguay und Nordargentinien etwa entlang des Río Paraná sowie die Südstaaten der USA (namentlich Florida) und die vorgelagerten Karibikinseln.
Während es im Kongobecken mit geringen Verschiebungen ganzjährig blitzt, fällt in den anderen genannten Gebieten das Blitzmaximum signifikant mit dem Sommer der jeweiligen Hemisphäre oder dem Auftreten des Monsuns zusammen. Der Grund, dass speziell in diesen Gebieten so häufig intensive Gewitter auftreten, ist fast immer orografischer Natur, d. h., die vorherrschende Windrichtung zwingt die Luftmassen zum Aufsteigen an Gebirgsketten und das ist der Auslöser für die Entstehung gewittriger Niederschläge.
Der Klimawandel sorgt stellenweise für eine Zunahme der Blitzaktivität. Eine 2023 veröffentlichte Studie zeigte, dass sich die Zahl der Blitze zwischen den 1980ern und den 2010ern in den Hochregionen der Alpen verdoppelten. In tiefergelegenen Regionen um die Alpen herum konnte hingegen keine Veränderung festgestellt werden.

### Deutschland
| Jahr | Anzahl    | Pro km² | Stärkster Monat | Anzahl    | Anteil | Stärkste Woche | Anzahl  | Stärkster Tag | Anzahl  |
| ---- | --------- | ------- | --------------- | --------- | ------ | -------------- | ------- | ------------- | ------- |
| 2004 | 1.752.455 | 4,9     | Juli            | 747.330   | 43 %   | KW 30          | 326.246 | 23. Juli 2004 | 125.696 |
| 2005 | 1.927.941 | 5,4     | Juli            | 869.882   | 45 %   | KW 30          | 475.230 | 29. Juli 2005 | 277.768 |
| 2006 | 2.484.791 | 7,0     | Juli            | 1.029.761 | 41 %   | KW 25          | 360.410 | 25. Juni 2006 | 159.254 |
| 2007 | 2.662.409 | 7,5     | Juni            | 1.023.778 | 38 %   | KW 21          | 452.160 | 21. Juni 2007 | 162.139 |
| 2008 | 2.153.171 | 6,0     | Juli            | 722.830   | 34 %   | KW 31          | 274.444 | 25. Juni 2008 | 106.923 |
| 2009 | 2.354.567 | 6,6     | Juli            | 1.047.679 | 44 %   | KW 27          | 595.767 | 3. Juli 2009  | 191.636 |
| 2010 | 1.349.049 | 3,8     | Juli            | 686.337   | 51 %   | KW 28          | 389.672 | 17. Juli 2010 | 143.748 |

### Österreich
Blitze/km² über der Zeit (1992–2010) für Österreich mit Bundesländern

| Jahr          | Burgenland   | Kärnten      | Nieder österreich | Ober österreich | Salzburg     | Steiermark   | Tirol        | Vorarlberg  | Wien        | Gesamt        |
| ------------- | ------------ | ------------ | ----------------- | --------------- | ------------ | ------------ | ------------ | ----------- | ----------- | ------------- |
| 1992          | 04.071 (1,0) | 13.265 (1,4) | 19.094 (1,0)      | 09304 (0,8)     | 12.878 (1,8) | 29.013 (1,8) | 14.771 (1,2) | 2.328 (0,9) | 0194 (0,5)  | 104.918 (1,3) |
| 1993          | 07.979 (2,0) | 31.293 (3,3) | 40.701 (2,1)      | 28.291 (2,4)    | 22.614 (3,2) | 59.656 (3,6) | 28.155 (2,2) | 3.384 (1,3) | 0296 (0,7)  | 222.369 (2,7) |
| 1994          | 05.233 (1,3) | 27.712 (2,9) | 22.766 (1,2)      | 12.395 (1,0)    | 15.343 (2,1) | 41.881 (2,6) | 25.715 (2,0) | 3.190 (1,2) | 0244 (0,6)  | 154.479 (1,8) |
| 1995          | 05.560 (1,4) | 24.294 (2,5) | 23.892 (1,2)      | 10.467 (0,9)    | 12.295 (1,7) | 34.423 (2,1) | 17.992 (1,4) | 2.120 (0,8) | 0426 (1,0)  | 131.469 (1,6) |
| 1996          | 06.014 (1,5) | 14.756 (1,5) | 21.262 (1,1)      | 14.153 (1,2)    | 11.853 (1,7) | 32.690 (2,0) | 16.665 (1,3) | 1.835 (0,7) | 0373 (0,9)  | 119.601 (1,4) |
| 1997          | 05.164 (1,3) | 23.893 (2,5) | 20.043 (1,0)      | 12.299 (1,0)    | 10.380 (1,5) | 39.761 (2,4) | 10.793 (0,9) | 0962 (0,4)  | 0241 (0,6)  | 123.536 (1,5) |
| 1998          | 10.521 (2,7) | 30.567 (3,2) | 28.340 (1,5)      | 16.032 (1,3)    | 15.110 (2,1) | 55.805 (3,4) | 21.770 (1,7) | 1.349 (0,5) | 0664 (1,6)  | 180.158 (2,1) |
| 1999          | 03.770 (1,0) | 17.771 (1,9) | 20.592 (1,1)      | 10.261 (0,9)    | 07.786 (1,1) | 28.270 (1,7) | 10.252 (0,8) | 1.224 (0,5) | 0256 (0,6)  | 100.182 (1,2) |
| 2000          | 07.849 (2,0) | 29.079 (3,0) | 34.074 (1,8)      | 21.522 (1,8)    | 18.993 (2,7) | 54.673 (3,3) | 23.286 (1,8) | 3.745 (1,4) | 0707 (1,7)  | 193.928 (2,3) |
| 2001          | 05.973 (1,5) | 17.263 (1,8) | 24.456 (1,3)      | 16.986 (1,4)    | 10.055 (1,4) | 29.022 (1,8) | 14.538 (1,1) | 1.897 (0,7) | 0368 (0,9)  | 120.558 (1,4) |
| 2002          | 08.642 (2,2) | 21.588 (2,3) | 39.506 (2,1)      | 27.328 (2,3)    | 14.148 (2,0) | 41.864 (2,6) | 24.241 (1,9) | 3.874 (1,5) | 0613 (1,5)  | 181.804 (2,2) |
| 2003          | 07.620 (1,9) | 41.241 (4,3) | 32.510 (1,7)      | 23.636 (2,0)    | 20.555 (2,9) | 53.095 (3,2) | 28.483 (2,3) | 3.419 (1,3) | 1.196 (2,9) | 211.755 (2,5) |
| 2004          | 04.834 (1,2) | 17.941 (1,9) | 20.249 (1,1)      | 17.600 (1,5)    | 09.813 (1,4) | 36.050 (2,2) | 12.596 (1,0) | 2.942 (1,1) | 0476 (1,1)  | 122.501 (1,5) |
| 2005          | 03.996 (1,0) | 18.923 (2,0) | 36.400 (1,9)      | 31.584 (2,6)    | 12.289 (1,7) | 58.585 (3,6) | 14.318 (1,1) | 1.577 (0,6) | 0317 (0,8)  | 177.989 (2,1) |
| 2006          | 08.305 (2,1) | 43.715 (4,6) | 50.672 (2,6)      | 38.662 (3,2)    | 28.975 (4,1) | 72.777 (4,4) | 37.073 (2,9) | 3.300 (1,3) | 0501 (1,2)  | 283.980 (3,4) |
| 2007          | 08.143 (2,1) | 33.531 (3,5) | 57.540 (3,0)      | 38.414 (3,2)    | 26.225 (3,7) | 54.401 (3,3) | 26.024 (2,1) | 2.175 (0,8) | 1.142 (2,8) | 247.595 (3,0) |
| 2008          | 14.828 (3,7) | 37.521 (3,9) | 49.778 (2,6)      | 26.821 (2,2)    | 20.109 (2,8) | 66.386 (4,1) | 33.938 (2,7) | 3.475 (1,3) | 1.235 (3,0) | 254.091 (3,0) |
| 2009          | 10.850 (2,7) | 45.675 (4,8) | 54.537 (2,8)      | 29.099 (2,4)    | 21.049 (2,9) | 92.255 (5,6) | 24.289 (1,9) | 4.298 (1,7) | 0792 (1,9)  | 282.844 (3,4) |
| 2010          | 14.584 (3,7) | 20.539 (2,1) | 44.526 (2,3)      | 30.468 (2,5)    | 11.542 (1,6) | 53.071 (3,2) | 13.583 (1,1) | 2.119 (0,8) | 1.205 (2,9) | 191.637 (2,3) |
| 2011          | 05.855 (1,5) | 18.220 (1,9) | 22.182 (1,2)      | 16.821 (1,4)    | 07.276 (1,0) | 34.245 (2,1) | 12.784 (1,0) | 1.890 (0,7) | 0274 (0,7)  | 119.547 (1,4) |
| Ø (1992–2011) | 07.490 (1,9) | 26.439 (2,8) | 33.156 (1,7)      | 21.607 (1,8)    | 15.464 (2,2) | 48.396 (3,0) | 20.563 (1,6) | 2.555 (1,0) | 0576 (1,4)  | 176.246 (2,1) |

Farb-Legende:
<100
1–<200
2–<300
3–<400
4–<500
5–<6

Quelle: ALDIS (Jahresdurchschnitte und Flächenmittelwerte berechnet) Der Anbieter ergänzt seine Veröffentlichungen um den folgenden Hinweis:
Bei den dargestellten Blitzhäufigkeiten handelt es sich um sogenannte nicht homogenisierte Daten. Das bedeutet, dass ein Teil des offensichtlichen Anstieges der Blitzanzahlen in den letzten Jahren auf technische Verbesserungen bei der Blitzortung zurückzuführen ist und nicht unbedingt klimatische Ursachen hat. Die Homogenisierung der ALDIS-Blitzdatenreihe ist eine komplexe Fragestellung und soll im Rahmen eines Kooperationsprojektes mit den Experten der ZAMG erfolgen.
Im Juni 2017 veröffentlichte der ORF eine Landkarte mit der bezirksweisen Blitzdichte (pro Jahr und km2) gemittelt über die Jahre 2010–2016.

### Schweiz
| Jahr | Anzahl  | pro km² | stärkster Monat | Anzahl  | Anteil |
| ---- | ------- | ------- | --------------- | ------- | ------ |
| 2004 | 357.787 | 8,7     | Juli            | 145.504 | 41 %   |
| 2005 | 354.828 | 8,6     | Juni            | 125.093 | 35 %   |
| 2006 | 485.929 | 11,8    | Juli            | 241.769 | 50 %   |
| 2007 | 453.090 | 11,0    | Juni            | 181.078 | 40 %   |
| 2008 | 348.106 | 8,4     | Juli            | 148.507 | 43 %   |
| 2009 | 460.164 | 11,1    | Juli            | 212.191 | 46 %   |

Quelle: BLIDS (Flächenmittelwerte und Prozentsätze berechnet)

## Blitzschäden und Schutzmaßnahmen

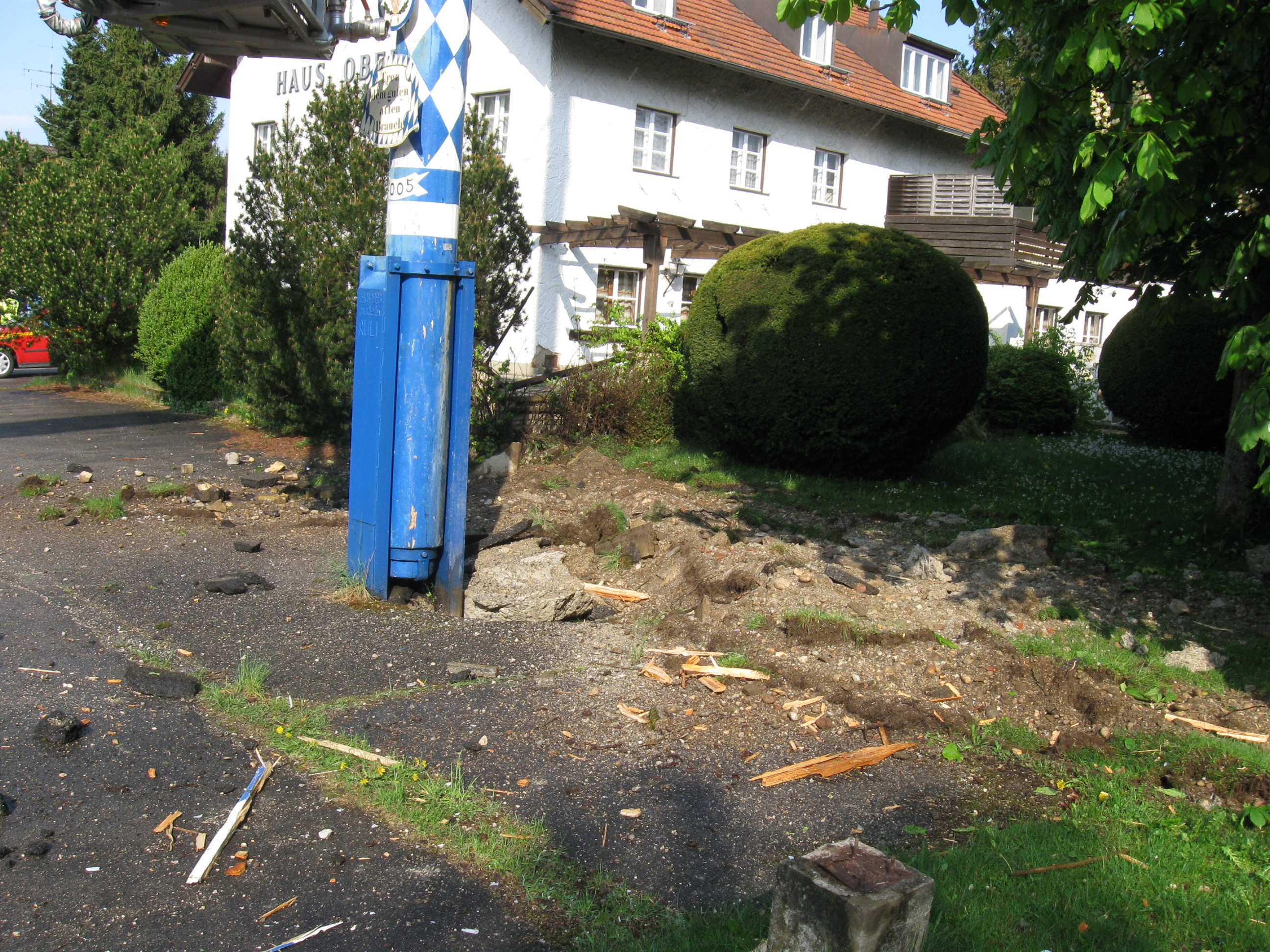
Blitzeinschlag in einen Maibaum, wobei dessen Fundament teilweise weggesprengt wurde und weitere Sekundärschäden entstanden

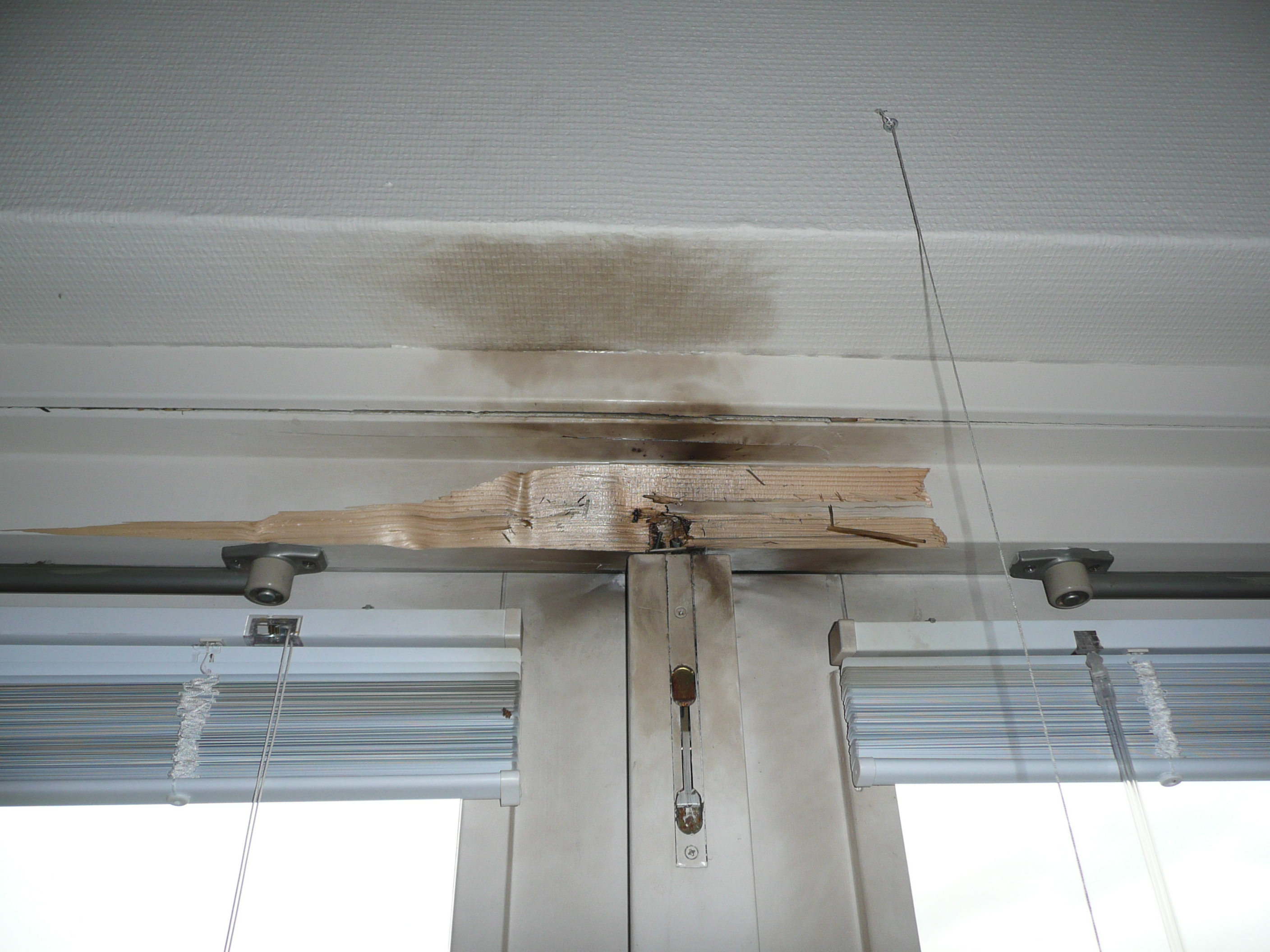
Blitzschaden an einer Türzarge

Blitze richten in Deutschland jährlich Schäden in Höhe von mehreren hundert Millionen Euro an. Für den Zeitraum von 2010 bis 2021 pendelten die geleisteten Versicherungszahlungen für Blitzschäden in Deutschland zwischen 170 und 400 Millionen Euro. Die Anzahl der gemeldeten Schäden hat seit 2014 abgenommen und betrug 2021 rund 150.000 Fälle. Durch Blitzeinschlag können Haus- und Waldbrände entstehen, zunehmend werden jedoch elektrische Geräte beschädigt. Zum Schutz werden daher viele Gebäude mit einem Blitzschutzsystem versehen. Von Versicherungsgesellschaften wird der Blitzschutz privater Gebäude jedoch nicht ausdrücklich verlangt.
Schäden entstehen jedoch nicht nur durch direkten Einschlag, sondern auch durch Potentialunterschiede elektrischer Anlagen oder des Bodens sowie durch elektromagnetische Induktion in längeren Kabelstrecken. Überspannungsschutzsteckdosen für elektronische Geräte wie Computer sind daher recht unzureichende Glieder einer Kette von Maßnahmen des Blitzschutzes. Werden sie allein eingesetzt, schützen sie insbesondere dann kaum, wenn an den Geräten weitere Leitungen angeschlossen sind (Telefonleitung, Antennenanlage, Kabelfernsehen). Wirksamer ist es, alle Leitungen (Strom, Gas, Wasser, Telefon, Antenne, Kabelfernsehen) bei Gebäudeeintritt auf eine gemeinsame Potentialausgleichsschiene zu führen. Zusätzlich sollten die Strom- und Signalleitungen mit Überspannungsableitern (Grob- und Feinschutz) versehen sein. Bei Antennenanlagen gilt weiterhin die alte Regel, den Antennenstecker vor einem Gewitter vom Gerät abzuziehen. Früher wurden Langdrahtantennen für den Rundfunkempfang auf Mittel- und Kurzwelle verwendet. Bei Aufziehen eines Gewitters wurde die Antenne per Klappschalter vom Gerät getrennt und mit der Erde verbunden. Immer lag eine mehrzähnige Funkenstrecke mit 1 mm Luftabstand zwischen „Antenne“ und „Erde“ des Schalters. Ähnliches gilt für Amateurfunk.
Freileitungen werden häufig von ein oder mehreren Erdseilen überspannt, die Blitzableitefunktion haben und im Inneren häufig Glasfaser-Datenleitungen integriert haben.
Vor und beim Start von Raketen können diese von Blitzen getroffen werden. Heute sind Startrampen oft von etwa vier mehr als raketenhohen Blitzableitemasten, verbunden mit Erdseilen, umgeben. Im Mai 2019 schlug ein Blitz in eine im Kosmodrom Plessezk gestartete Rakete ein, der ihren Flug und die Nutzlast, einen GLONASS-Stelliten nicht beeinträchtigte. Nachdem im November 1969 gleich 2 Blitze beim Abheben der bemannten Mondmission Apollo 12 die Rakete trafen, fielen vorübergehend Teile der Bordelektronik aus, doch die Mission wurde ohne größere Probleme fortgesetzt. Im März 1987 wurde eine unbemannte US-Rakete Atlas G gestartet, vom Blitzschlag getroffen und dadurch der Computer für die Flugbahnsteuerung gestört. Die Rakete kam vom Kurs ab und zerbrach.
Ein besonders spektakulärer Blitzschaden ereignete sich 1970 am Langwellensender Orlunda in Schweden. Damals zerstörte ein Blitzschlag den Fußpunktisolator des 250 Meter hohen Zentralmasts des Langwellensenders und brachte diesen dabei zum Einsturz.

### Wirkung auf Menschen

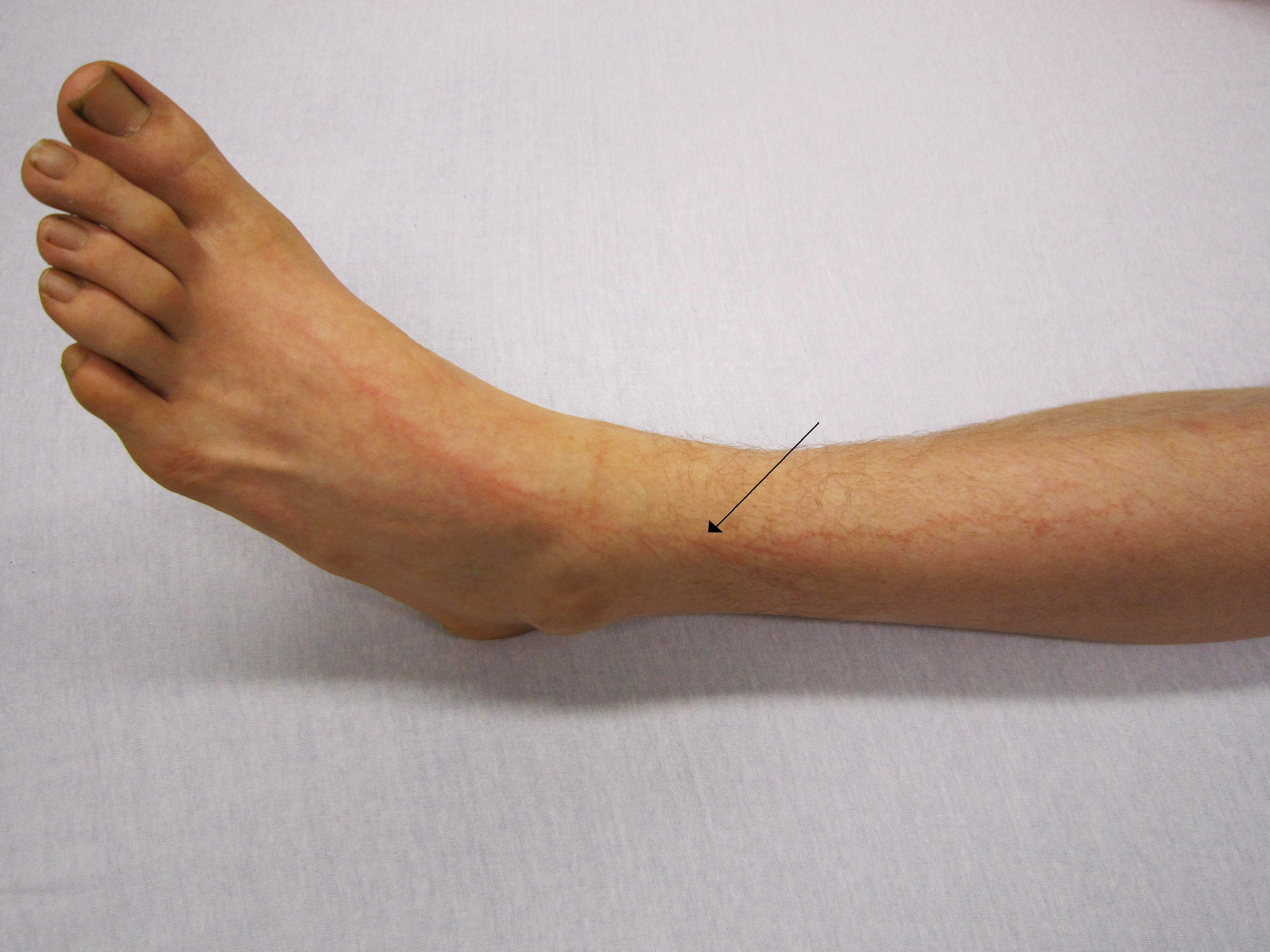
Eine Person, die von einem nahen Blitzeinschlag getroffen wurde. Man beachte die leichte, verzweigte Rötung, die von den Auswirkungen des Stroms sein Bein hinaufzieht.

#### Blitzschlag
Während eines Gewitters ist man im Freien – vor allem auf erhöhten Standpunkten – der Gefahr des Blitzschlags ausgesetzt.
Die Effekte eines direkten Blitzschlages entsprechen in etwa denen eines Stromunfalls mit den für Hochspannungsunfälle typischen Verletzungen wie Verbrennungen und Auswirkungen auf das Nervensystem (wie Gehirn, Rückenmark), Muskulatur einschließlich des Herzens und anderer Organe. Es sind (bleibende) Schädigungen möglich, die u. a. zu Bewusstlosigkeit (Koma), Lähmungen und tödlichem Herz-, Kreislauf- und Atemstillstand führen können. Dabei ist innerhalb einer Stunde nach dem Unfall die Ausbildung von Hautverletzungen in Form einer Lichtenberg-Figur möglich. Direkte Blitzeinschläge in Menschen verlaufen oft tödlich, vor allem bei stärkeren Blitzen.
Bei etwa 50 % der überlebenden Blitzopfer treten nach Monaten bis Jahren neurologische Folgeschäden auf.
Tödlicher Blitzschlag ist selten; die durchschnittlich drei bis sieben Todesopfer pro Jahr in Deutschland ließen sich durch weitere Vorsichtsmaßnahmen noch weiter reduzieren. Im 19. Jahrhundert wurden in Deutschland noch an die 300 Personen jährlich vom Blitz getötet, da wesentlich mehr Menschen auf freiem Feld in der Landwirtschaft arbeiteten und sich nicht in schützende Objekte wie Autos, Traktoren oder Mähdrescher zurückziehen konnten.

#### Indirekte Auswirkungen
Zusätzlich zu den direkten Auswirkungen des elektrischen Stroms stellt auch die durch den Blitz resultierende Druckwelle eine Gefahr dar. Diese kann je nach Stärke des Blitzes einer Sprengwirkung von ungefähr 30 kg TNT entsprechen und noch in einiger Entfernung Folgeverletzungen wie Gehörschäden, zum Beispiel Hörsturz, Tinnitus oder Risse im Trommelfell, aber auch unter Umständen lebensbedrohliche Risse der Lunge oder Verletzungen innerer Organe sowie Frakturen verursachen.
Je nach Situation können weitere indirekte Wirkungen bestehen, beispielsweise durch das Erschrecken oder die Blendwirkung, welche zu Folgeunfällen führen können. Personen, die sich in der Nähe eines Blitzschlags befunden haben, haben in der Folgezeit zum Teil physiologische oder psychische Störungen oder Veränderungen, die sich sogar dauerhaft in einer Persönlichkeitsveränderung auswirken können.

### Verhalten bei Gewittern
Der beste Schutz besteht darin, unterwegs die kurzfristige Wetterentwicklung zu beobachten und bei Gewitterneigung erreichbare Zufluchtsorte zu identifizieren. Wetterprognosen sind heute noch zu ungenau, um den exakten Ort und Zeitpunkt eines Gewitters vorauszusagen. Kurzfristige Unwetterwarnungen per Handy-App können durchaus hilfreich sein, ersetzen aber dennoch nicht die konkreten Entscheidungen, die je nach Situation getroffen werden müssen.
Nach der 30/30-Regel geht man davon aus, dass die Gefahr, von einem Blitz getroffen zu werden, hoch ist, sobald bei Heraufziehen eines Gewitters zwischen Blitz und Donner weniger als 30 Sekunden liegen (das Gewitter ist dann etwa 10 Kilometer entfernt), bis zu dem Zeitpunkt, zu dem 30 Minuten nach dem letzten Blitz oder Donner vergangen sind. Innerhalb dieser Zeit soll ein sicherer Ort aufgesucht und nicht wieder verlassen werden.
- Schutz in Gebäuden oder Fahrzeugen suchen: Fahrzeuge mit geschlossener Metallkarosserie und Gebäude mit einem Blitzschutzsystem oder aus Stahlbeton wirken wie ein Faradayscher Käfig. Der metallische Käfig muss allerdings entsprechend dimensioniert sein, um die hohen Impulsströme ohne mechanische Verformungen aufnehmen zu können. Gelegentlich wird gemeldet, dass vom Blitz getroffene Autos Feuer gefangen haben.[57] Einen guten Schutzraum stellen außerdem die Bereiche am Boden unter Hochspannungsleitungen oder Spannfeldern von Seilbahnen dar, welche über metallische Masten verfügen und deren Masten über Erdseile verbunden sind. Durch das Erdseil wird der Blitzstrom auf mehrere geerdete Masten verteilt und damit die Schrittspannung im Bereich des Erdungspunktes reduziert[58]
- Gefahr droht weiter durch indirekte Auswirkungen wie die Schallwirkung (Knall), durch die Blendwirkung und eine Schreckreaktion. Dadurch können Folgeunfälle wie zum Beispiel Stürze und Autounfälle ausgelöst werden. Beim Bergsteigen sollte man sich mit einem Seil sichern, wobei man aber zu metallischen Gegenständen wie Karabinerhaken Abstand halten sollte.

Wenn kein Schutz in Gebäuden oder Fahrzeugen gefunden werden kann, gelten folgende Regeln:

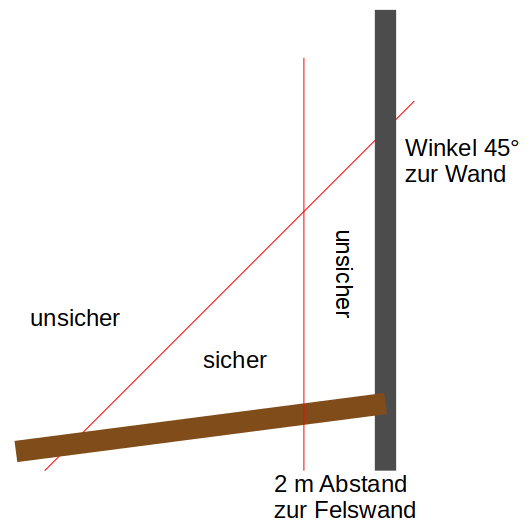
Bei Felswänden: Sichere Zone, in welcher direkte Blitzeinschläge sowie Überschläge unwahrscheinlich sind. Andere Gefahren (z. B. Steinschlag) sind hier nicht berücksichtigt.

- Offenes Gelände, Hügel und Höhenzüge meiden, ebenso alleinstehende und vereinzelte Bäume sowie Waldränder (Gefahr des Überschlags). Wälder mit etwa gleich hohen Bäumen sind in ihrem Innern hingegen sicher. Sucht man im Wald Schutz, sollte wegen der möglichen Absprengung der Baumrinde ein Abstand von mindestens 10 Metern zum nächsten Baum eingehalten werden.[60][61]
- Felswände und Gebäudemauern bieten einen gewissen Schutz (siehe Diagramm rechts).
- Aufenthalt auf oder in Gewässern und Pools vermeiden.
- Wegen der Schrittspannung Füße zusammenstellen, in die Hocke gehen, Arme am Körper halten, den Kopf einziehen, eine Vertiefung aufsuchen. Nicht auf den Boden legen, sondern den Kontaktbereich zum Boden minimieren (z. B. auf einen Rucksack setzen).
- Von allen größeren Objekten, auch anderen Personen, mindestens 3 m Abstand halten (Überschlaggefahr).[62]
- Metallische Gegenstände (z. B. Wanderstöcke) weglegen.

Weitere Gefahren von Gewittern müssen jedoch auch berücksichtigt werden: An Bächen und Flüssen kann eine Sturzflut entstehen, und insbesondere im Gebirge kann die Temperatur sehr rasch und stark absinken und starker Wind aufkommen. Ebenso können Wege nass und rutschig werden oder von Hagelkörnern bedeckt sein.

### Baurecht und Blitzschutz

#### Gesetzliche Vorschriften

##### Deutschland
In Deutschland ist vom Gesetzgeber ein Blitzableiter an Wohngebäuden grundsätzlich nicht zwingend vorgeschrieben. In den baurechtlichen Vorschriften der anhängigen Musterbauordnung heißt es unter § 46 Blitzschutzanlagen lediglich knapp:

„Bauliche Anlagen, bei denen nach Lage, Bauart oder Nutzung Blitzschlag leicht eintreten oder zu schweren Folgen führen kann, sind mit dauernd wirksamen Blitzschutzanlagen zu versehen.“

Jedes Bauvorhaben erfordert damit eine Einzelfallprüfung hinsichtlich der Blitzschlagwahrscheinlichkeit (zum Beispiel anhand der Lage und Ausdehnung des Gebäudes) und einer Folgenabschätzung (zum Beispiel Personenschaden).

##### Österreich
Der entsprechende Wortlaut im österreichischen Baurecht lautet: „Bauwerke sind mit Blitzschutzanlagen auszustatten, wenn sie wegen ihrer Lage, Größe oder Bauweise durch Blitzschlag gefährdet sind oder wenn der Verwendungszweck oder die kulturhistorische Bedeutung des Bauwerks dies erfordern“.

#### Risikoanalyse – Blitzschutznachweis
Der Gesetzgeber benennt keine technische Regel, nach der diese Prüfung durchgeführt werden soll. Im Prinzip ist daher der Bauherr/Architekt in der Nachweisführung frei, soweit alle im Gesetzestext genannten Einflussgrößen (Lage, Bauart, Nutzung, Folgen) detailliert betrachtet werden.
In der Praxis erweist sich das als gar nicht so einfach, weil in der Regel die erforderlichen Abschätzungen eine entsprechende Erfahrung voraussetzen. Welcher Arbeitsaufwand hinter einer fachgerechten Risikobeurteilung stecken kann, lässt sich anhand der EN 62305-11 Teil 2 (Deutschland: VDE 0185-305) ablesen. Diese Norm erfüllt vom Umfang die gesetzlichen Mindestanforderungen, die Anwendung ist also baurechtlich zulässig. Andererseits ist der Aufwand für die Datenerfassung und Berechnung für viele Bauvorhaben unangemessen hoch. Besonders problematisch ist jedoch, dass in Einzelfällen die Berechnungsergebnisse nicht mit dem geltenden Baurecht in Einklang stehen. Der Gesetzgeber oder die Rechtsprechung haben für bestimmte Gebäudetypen/Nutzergruppen andere Festlegungen getroffen. Weichen die Berechnungsergebnisse der Risikoermittlung von den gesetzlichen Forderungen ab, so sind grundsätzlich die höheren Anforderungen umzusetzen.
Die Risikoermittlung wird immer nur der erste Schritt bei der Planung einer Blitzschutzanlage sein, in einem weiteren Schritt sind die baurechtlichen Besonderheiten zu berücksichtigen, und anschließend sind die in der Risikoermittlung getroffenen Annahmen (ausgewählte Reduktionsfaktoren, Schadenfaktoren usw.) umzusetzen. Auch für die anschließende Planung des Blitzschutzes einer baulichen Anlage werden in der EN 62305-11 Teil 1 bis 4 weiterführende Aussagen getroffen.

## Mythologie
In der Bibel werden Blitze (und Donner) zum Beispiel für den Zorn Gottes verwendet (Ex 9,24 ; 2 Sam 22,15 ; Hi 37 ; Ps 18 ), für das Strafgericht Gottes (Sach 9,14 ), für Gottes Offenbarung an die Menschen (Ex 20,18 ; Offb 4,5 ), für das Kommen des Menschensohnes (Mt 24,27 ; Lk 17,24 ), für das Fallen des Satans (Lk 10,18 ) und für das Wesen der Engel und Auferstandenen (Hes 1,14 ; Dan 10,6 ; Mt 28,3 ).
In der griechischen Antike waren die Blitze dem Zeus als Astrapaios (Blitzschleuderer) zugeordnet, bei den Römern dem Jupiter. Ein Blitzbündel in der Hand als Attribut des Blitzewerfers findet sich in literarischen Quellen (bspw. bei Homer) und auf Darstellungen seither. Die Etrusker sahen in Blitzen Orakel, durch die sie die Gegenwart und Zukunft deuten konnten. Nur die Priester (Haruspices) waren zur Deutung der Blitze gemäß der Blitzlehre befugt. Schon zu dieser Zeit (zwischen 800 und 600 v. Chr.) wurden Blitze kategorisiert und beobachtet.

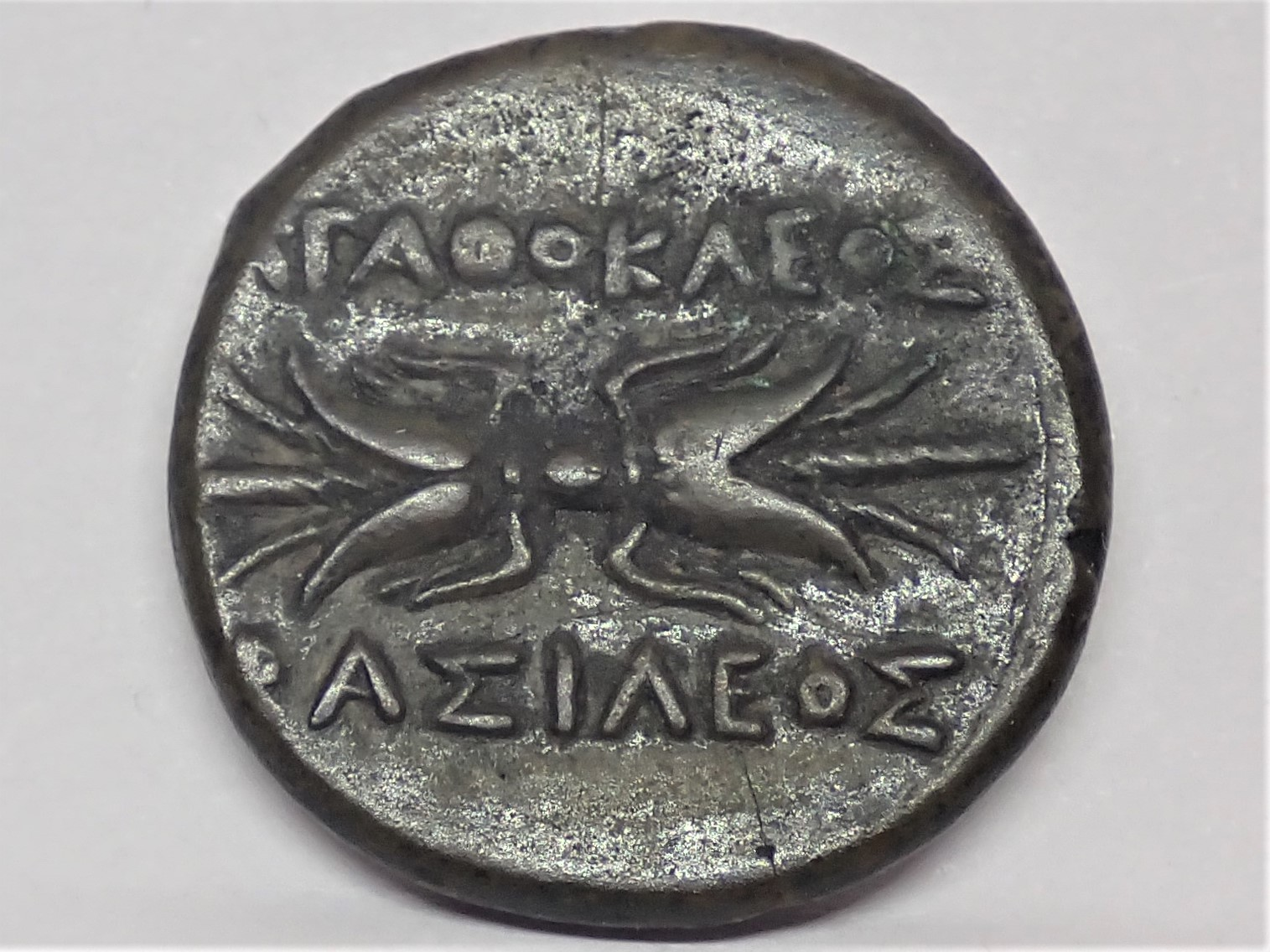
Blitz zwischen Schrift auf Syrakuser Bronzemünze, 317–289 v. Chr.

Die Germanen deuteten den Blitz als sichtbares Zeichen dafür, dass Thor (Donar) seinen Hammer zur Erde geschleudert hatte. Bei den baltischen Völkern war es der Gewittergott Perkūnas.

## Blitze auf anderen Planeten
Auch auf anderen Planeten unseres Sonnensystems, zum Beispiel auf der Venus oder dem Jupiter, treten Blitze auf. Voraussetzung dafür ist eine dichte Atmosphäre.